# Cadillac DeVille
L'appellation DeVille (parfois orthographiée De Ville ou aussi de Ville) a été utilisée pour beaucoup de modèles de la marque Cadillac.
Initialement créée pour désigner un coupé « hard-top » sans montant central entre la vitre de portière et la vitre de custode apparu en 1949, l’appellation DeVille est attribuée en 1954 aux modèles de finition supérieure de la Série 62. Ces modèles constituent en 1965 une série à part entière qui est reconduite jusqu’en 2005, à travers plusieurs générations de berlines et de coupés, avec ou sans montant central, ainsi que de cabriolets.
L’appellation est supprimée en 2006, la Cadillac DeVille d’alors prenant l’appellation de DTS.

## Histoire ancienne
Au lendemain de la Seconde Guerre mondiale, la GM relance sa production automobile en reprenant les modèles de 1942. Chez Cadillac, la gamme se compose ainsi de la Série 61, qui reçoit deux carrosseries à dos « fastback » (berline et coupé) de type B de la GM commune aux Pontiac 26 et 28, Oldsmobile 70 et Buick 40, la Série 62, qui reçoit trois carrosseries (berline, coupé et cabriolet) de type C de la GM partagées avec les Oldsmobile 90 et les Buick 50 et 70, la Série 60 Special Fleetwood qui reprend la carrosserie allongée de la berline de type C et la Série 75 Fleetwood qui reçoit une carrosserie de limousine dérivée de la caisse C. Ces carrosseries sont de type ponton, mais avec des ailes renflées sur les côtés.
Ce n’est qu’en février 1948 que la GM présente sa première nouvelle carrosserie, qui est partagée pour cette année qu’entre Oldsmobile et Cadillac. Cette nouvelle carrosserie voit les ailes avant intégrer le plan du côté mais elle conserve des ailes arrière renflées. Chez Cadillac, le dessin se singularise par les ailerons en bout des ailes arrière. La gamme Cadillac de 1948 se compose de la Série 61 (berline et coupé), de la Série 62 (berline, coupé et cabriolet), de la Série 60 Special Fleetwood (berline) et de la Série 75 Fleetwood qui conserve la carrosserie précédente.
Cette gamme est reconduite en 1949 et une nouvelle carrosserie fait son apparition : un coupé sans montant central, appelé « hard-top » en anglais. L’origine de cette carrosserie se trouve dans le comportement de l’épouse d’un dessinateur du bureau de style de la GM qui possède un cabriolet mais qui roule constamment avec la capote relevée et les vitres baissées. Voyant que la capote ne sert jamais, le dessinateur propose de la rendre définitivement fixe en reprenant le dessin du coupé dont il enlève le montant central entre la vitre de portière et la vitre de custode. Le dessin est adopté pour les trois marques de gamme supérieure de la GM : Oldsmobile, Buick et Cadillac. Baptisée « Holiday » chez Oldsmobile et Riviera chez Buick, le coupé hard-top prend l’appellation de Coupé DeVille chez Cadillac

## Première génération 1949-1953
Le Coupe DeVille apparaît en 1949. Il s‘agit d’une version sans montant central du « Club Coupe » de la Série 62 établi sur un empattement de 3,20 m. La mécanique est commune aux autres Cadillac ; moteur V8 de 5,4 litres et 160 ch. Le Coupe DeVille est équipé d’un intérieur « De Luxe » et de vitres hydrauliques. Il pèse 1 829 kg, contre 1 751 kg pour le Club Coupe. Son prix est de 3 496 $ (2 966 $ pour le Club Coupe). Il est produit en 2 150 exemplaires 7 515 exemplaires pour le Club Coupe). À titre expérimental, un Coupe DeVille unique est élaboré à partir de la Serie 60 Special Fleetwood à empattement long de 3,38 m.
Pour 1950, les Cadillac adoptent un dessin de carrosserie plus élancé et plus lisse avec une prise d’air verticale chromée en avant de l’aile arrière, et un pare-brise en une seule pièce. Le Coupe DeVille reste un modèle spécifique à la Série 62. Cette nouvelle carrosserie lui fait prendre un peu d’embonpoint à 1 848 kg. Le prix aussi augmente légèrement à 3 523 $ et sa production double pour atteindre 4 507 exemplaires, signe du succès que rencontre ce nouveau type de carrosserie. Le 25 novembre 1949, la millionième Cadillac tombe des chaînes : il s’agit d’un Coupe DeVille.
Les modèles 1951 reçoivent quelques petits changements cosmétiques mineurs : obus de pare-chocs plus gros, rappel de la grille de calandre au-dessous des phares, enjoliveurs de roues. La masse du Coupe DeVille atteint 1 885 kg. Malgré une augmentation du tarif à 3 843 $, son succès continue de croître : il est produit en 10 241 exemplaires (autant que le Club Coupe).
L’année 1952 est celle du cinquantenaire de la marque. La Série 61 est supprimée du catalogue, et la gamme ne comprend plus que la Série 62 (berline, coupé, coupé DeVille et cabriolet), la Série 60 Special Fleetwood (berline) et la Série 75 (limousine). Le dessin des carrosseries est de nouveau légèrement retouché, avec une nouvelle calandre, une nouvelle découpe du coffre, l’intégration des feux de recul aux ailerons et les sorties d’échappement dans les extrémités du pare-chocs arrière. La puissance du moteur atteint 190 ch. Le Coupe DeVille pèse 1 906 kg et coûte 3 962 $. Sa production dépasse celle du Club Coupé : 11 165 exemplaires contre 10 065.
Pour 1953, les modifications cosmétiques concernent les pare-chocs qui sont plus massifs et dont les obus avant intègrent la calandre, les feux de position qui passent sous les phares avant et la lunette arrière désormais fabriquée en un seul morceau. Le moteur fait 210 ch et la masse atteint 1 959 kg. Le Coupe DeVille vaut 3 995 $ et il est construit en 14 550 exemplaires.

## Deuxième génération 1954-1956
Pour profiter de la formidable croissance économique des années 1950 et 1960, les responsables de la GM décident une politique de « vieillissement dynamique de la gamme » qui amène à renouveler l'offre de produits de façon complète tous les deux ans, avec des modifications importantes tous les ans. En revanche, la technique est moins concernée par cette politique.
Après avoir entièrement changé son outillage, Cadillac relance sa production le 4 janvier 1954 avec des voitures arborant une nouvelle carrosserie caractérisée par un pare-brise panoramique similaire à celui de l'Eldorado présentée l'année précédente. L’empattement est allongé à 3,28 m. la prise d’air chromée au niveau de la naissance de l’aile arrière est conservée. Sous le capot, le moteur reçoit des pistons en aluminium et sa puissance augmente à 230 ch. Le Coupe DeVille est facturé 3 838 $. Sa production est de 17 170 exemplaires.
Pour 1955, la prise d’air chromée est réduite à sa moitié supérieure en devenant le prolongement vertical de la baguette latérale (sauf sur la Série 75). La calandre est retouchée, avec un maillage moins serré, le dessin des pare-chocs est modifié et les feux de position passent de la calandre sous les phares. La puissance du moteur atteint 250 ch. Pour la première fois, les pneus sont des « tubeless » (sans chambre à air).
Le Coupe DeVille est affiché à 4 305 $ et il est produit à 33 000 exemplaires. Sa carrosserie est reprise par le coupé normal de la Série 62, qui prend la désignation de « Hardtop Coupe » (il est vendu 3 882 $ et sa production est de 27 879 exemplaires).

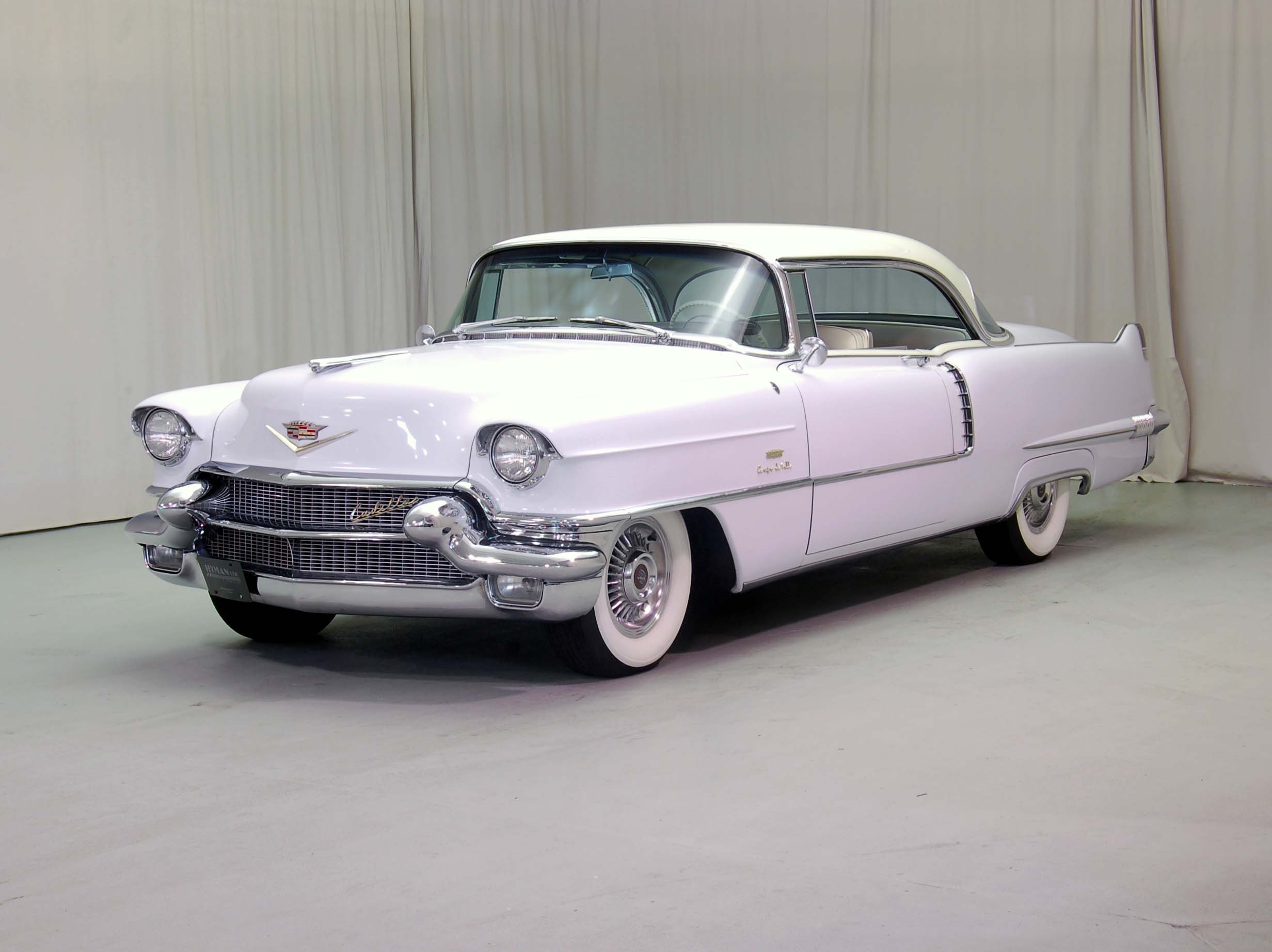
Coupe DeVille, 1956

Les modèles de 1956 se distinguent par leur nouvelle calandre au maillage serré, leurs feux de position qui passent sous le pare-chocs et l’adjonction d’une moulure qui s’étend sur l’aile arrière de la jupe d’aile jusqu’au pare-chocs. Cette moulure est surlignée par une baguette chromée qui comporte neuf ouvertures verticales en avant du pare-chocs. Le moteur est réalésé à 6 litres et il développe 285 ch.
Le concept de la carrosserie sans montant central est étendu à la berline qui devient alors « Sedan DeVille » (le terme « Sedan » désignant une berline aux États-Unis ; l‘origine de ce terme vient de la ville française de Sedan où était fabriqué un drap uni qui recouvrait l‘intérieur des berlines hippomobiles fabriquées en Angleterre au XIXe siècle. Par extension, le terme a fini par désigner la voiture elle-même, avant de traverser l‘Atlantique).
L’appellation DeVille désigne ainsi les modèles à la finition supérieure de la Série 62. Le Coupe DeVille est tarifé 4 569 $ et il est produit en 25 086 exemplaires. La Sedan DeVille est tarifée 4 698 $ et elle est produite en 41 732 exemplaires. Par comparaison, le Hardtop Coupe coûte 4 146 $ (26 649 exemplaires) et la Sedan coûte 4 241 $ (26 222 exemplaires). Grâce à sa carrosserie, la Sedan DeVille devient alors la Cadillac la plus produite de l’année.

## Troisième génération 1957-1958
Un nouveau châssis apparaît pour 1957, un châssis tubulaire en X dont l’absence de longerons latéraux permet la création des carrosseries surbaissées souhaitées par les stylistes. S’il résiste mieux à la torsion, ce châssis manque cruellement de résistance aux chocs latéraux. L’empattement est de 3,29 m. La puissance du V8 de 6 litres atteint 285 ch. En dehors de la limousine de la Série 75, toutes les Cadillac reçoivent une carrosserie « hard-top » sans montant central. Les ailerons arrière sont trapézoïdaux. Les modèles de la Série 62 se reconnaissent à leur prise d’air placée à devant le passage de roue arrière et rehaussée de sept petites barrettes horizontales chromées. Le Coupe DeVille reçoit la plus longue carrosserie de la série. Le Coupe DeVille est affiché à 5 048 $ et la Sedan DeVille à 5 188 $. Le coupé est produit en 23 813 exemplaires, la berline en 23 808 exemplaires. C’est la Sedan de base de la Série 62 qui devient la Cadillac la plus vendue de l'année après avoir récupéré la carrosserie hardtop.
Les modèles de 1958 reçoivent quelques modifications cosmétiques : les ailerons se prolongent davantage en arrière, les pare-chocs sont modifiés et la calandre adopte des doubles phares. Une prise d’air est placée sur les ailes avant juste derrière les phares tandis que la prise d’air arrière est supprimée ; les sept barrettes décoratives sont remplacées par cinq autres plus longues. La puissance du moteur est de 310 ch. Le Coupe DeVille est affiché à 5 231 $ et la Sedan DeVille à 5 497 $. Le coupé est produit en 13 404 exemplaires, la berline en 23 989 exemplaires. La Sedan DeVille récupère son titre de Cadillac la plus vendue de l’année.

## Quatrième génération (1959-1960)
Les Cadillac de 1959 reçoivent une nouvelle carrosserie caractérisée par ses immenses ailerons arrière comportant une nacelle pour les feux et leur calandre en miroir. Les berlines se dédoublent avec une carrosserie à six glaces latérales et une autre à quatre glaces latérales et lunette arrière panoramique. Le moteur est réalésé à 6,4 litres ; il développe 325 ch. L’empattement est légèrement allongé à 3,30 m.
Les modèles DeVille forment désormais la Série 63, une sous-série de la Série 62 comme les Eldorado (Série 64) et les Eldorado Brougham (Série 69). Ils se distinguent par l’inscription « Coupe DeVille » ou « Sedan DeVille » en lettres cursives placée au bout de l’aile arrière, au-dessus de la baguette latérale. Trois modèles sont disponibles : Coupe DeVille (5 252 $, produit à 21 924 exemplaires), Sedan DeVille à 6 glaces (5 498 $, 19 158 exemplaires) et Sedan DeVille à 4 glaces (5 489 $ également, mais produite à 12 308 exemplaires). Ce dédoublement de la Sedan DeVille lui fait perdre son titre de Cadillac la plus vendue de l’année qui revient à la Sedan à 6 glaces de la Série 62 (il existe aussi une Sedan 4 glaces).
Les modèles de 1960 reprennent le style des modèles de 1959 mais en moins flamboyant. Les ailerons sont simplifiés et la calandre est moins chargée. Sur les modèles DeVille, l’inscription Cadillac est placée sur l’aile avant, derrière les phares. La Série 63 DeVille comprend toujours le Coupe DeVille (5 252 $, produit à 21 585 exemplaires), la Sedan DeVille à 6 glaces (5 498 $, 22 579 exemplaires) et la Sedan DeVille à 4 glaces (5 489 $ également, mais 9 225 exemplaires seulement). C’est encore la Série 62 de base qui est la Cadillac la plus vendue de l’année. La consommation moyenne est de 17 litres aux cent kilomètres à 100 km/h.

## Cinquième génération (1961-1964)
Les Cadillac sont entièrement redessinées pour 1961 (sauf la Série 75). Tout en conservant leur châssis en X, revenu à 3,29 m d’empattement, et leur moteur de 325 ch, elles reprennent les lignes générales des Eldorado Brougham précédentes. Elles se caractérisent par le pare-brise qui n’est plus panoramique mais dont les montants adoptent un dessin à double courbure, ainsi que par les « skegs », ces ailerons situés en bas de caisse qui filent à l’horizontale du passage de roue avant jusqu’au pare-chocs arrière.
Le coupé Eldorado n’étant pas reconduit, le cabriolet Eldorado Biarritz est incorporé dans la Série 63 et l’appellation « Séville » est transférée au Coupe DeVille. La gamme des modèles DeVille comprend ainsi quatre modèles : la Séville Hardtop Coupe DeVille (5 252 $, produit à 20 156 exemplaires), la Sedan DeVille à 6 glaces (5 498 $, produite à 26 415 exemplaires), la Sedan DeVille à 4 glaces (5 489 $ également, mais 4 847 exemplaires seulement) et la Town Sedan DeVille à 4 glaces (5 498 $, produite à 3 756 exemplaires). Cette dernière est une version à coffre court de la Sedan DeVille ; elle est destinée à ceux qui habitent en ville (d’où l’appellation « Town » qui de facto fait double emploi avec l’appellation « DeVille ») et qui n’ont pas un grand garage. Pour 199 exemplaires de plus, la Sedan DeVille à 6 glaces récupère son titre de Cadillac la plus vendue de l’année.
Les modèles de 1962 reçoivent un léger restylage avec une barre horizontale au centre de la calandre, le pare-chocs avant qui se prolonge jusqu’aux roues et des feux arrière verticaux. Le châssis est amélioré avec un double circuit de freinage. Les acheteurs peuvent choisir l’aménagement intérieur entre une banquette avant à six réglages électriques ou des sièges séparés. Les carrosseries à lunette arrière panoramique sont supprimées ; la différence entre les berlines à quatre glaces et celles à six glaces réside dans l‘épaisseur du montant de custode qui accueille ou non une vitre triangulaire. La « Town Sedan » est rebaptisée « Park Avenue », du nom de la célèbre avenue new-yorkaise.
La gamme des modèles DeVille comprend toujours quatre modèles : la Séville Hardtop Coupe DeVille (5 385 $, produit à 25 675 exemplaires), la Sedan DeVille à 6 glaces (5 631 $, produite à 16 230 exemplaires), la Sedan DeVille à 4 glaces (5 631 $ également, mais 27 378 exemplaires) et la Park Avenue Sedan DeVille à 4 glaces (5 631 $, produite à 2 600 exemplaires seulement). Avec un total de 71 883 exemplaires, les versions DeVille sont désormais plus vendues que les versions de base de la Série 62 (70 277 exemplaires). C’est la Sedan DeVille à 4 glaces qui est la Cadillac la plus vendue de l’année.
Les modèles de 1963 adoptent une nouvelle carrosserie plus longue sur le même châssis de 3,29 m d’empattement, mais aux lignes plus nettes, avec des flancs lisses, sans « skegs », avec des ailerons moins hauts et avec des montants de pare-brise droits. Les ailes avant sont allongées, la calandre s’étend jusque sous les phares avec une pointe en avant plus prononcée. Sous le capot, le moteur est entièrement nouveau. conservant une cylindrée de 6,4 litres, il est plus léger de 23 kg grâce à un vilebrequin plus léger mais plus robuste. Il est accouplé à la boîte de vitesses automatique Hydra-Matic. Les modèles DeVille se distinguent toujours par l’inscription de leur type en lettre cursives à l’extrémité des ailes arrière. Ils peuvent recevoir un toit recouvert de vinyle en option. La gamme des modèles DeVille comprend toujours quatre modèles : le Coupe DeVille (5 386 $, produit à 31 749 exemplaires), la Sedan DeVille à 6 glaces (5 633 $, produite à 15 146 exemplaires), la Sedan DeVille à 4 glaces (5 633 $ également, mais 30 579 exemplaires) et la Park Avenue Sedan DeVille à 4 glaces (5 633 $, produite à 1 575 exemplaires seulement). Désormais, les versions DeVille réalisent un niveau de ventes deux fois supérieur à leurs homologues de la Série 62 ; mais c’est le Coupé DeVille qui est la Cadillac la plus vendue de l’année.

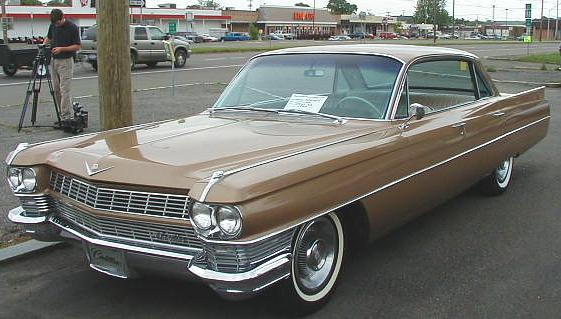
Une Sedan DeVille de 1964 à 6 glaces.

Un léger restylage est effectué pour 1964. La calandre est désormais scindée en deux par une large barre horizontale peinte dans le ton de la carrosserie, et la grille déborde sur les côtés jusqu’aux passages de roue. Les ailerons diminuent encore. Le moteur est réalésé à 7 litres et il développe 340 ch. Désormais, seule l’inscription DeVille en lettres cursives figure sur les ailes arrière.
Avec la suppression de la berline Park Avenue à coffre court, trop confidentielle, la gamme des modèles DeVille est limitée à trois modèles : le Coupe DeVille (5 408 $, produit à 38 195 exemplaires), la Sedan DeVille à 6 glaces (5 655 $, produite à 14 627 exemplaires) et la Sedan DeVille à 4 glaces (5 655 $ également, mais produite à 39 674 exemplaires). Cette année, les DeVille réalisent près de trois fois plus de ventes que leurs homologues de la Série 62, et c’est la Sedan DeVille à 4 glaces qui est la Cadillac la plus vendue de l’année. Le 8 juillet 1964, l’usine Cadillac est fermée pour l’extension des chaînes de montage et le réoutillage nécessaire à la production des nouveaux modèles. Elle ouvre de nouveau le 24 août 1964, prête à produire les nouveaux modèles de 1965.

## Sixième génération (1965-1970)
L’année 1965 est marquée par deux grands changements. En premier lieu, la carrosserie subit un restylage important caractérisé par la suppression des ailerons et l’implantation verticale des doubles phares avant. Les ailes s’allongent encore et la calandre est en une seule pièce. À l’arrière, la ligne du coffre suit un mouvement légèrement en pente par rapport aux ailes rectilignes, avant de retomber brusquement sur la grille arrière. Cela donne l’impression visuelle d’un reliquat d’aileron, amplifié par la finesse des feux arrière verticaux. Cadillac a laissé tomber le châssis en X et a utilisé un nouveau cadre de périmètre.  La boîte de vitesses est remplacée par la Turbo-Hydra-Matic « Dual Driving Range » à deux gammes de rapports. La carrosserie à 6 glaces disparaît et deux nouvelles carrosseries apparaissent. D’une part une berline à 4 portes et montant central. D’autre part, un cabriolet, qui reprend, avec un niveau de finition supérieur, la carrosserie de la Série 62 qui vient d‘être supprimée.

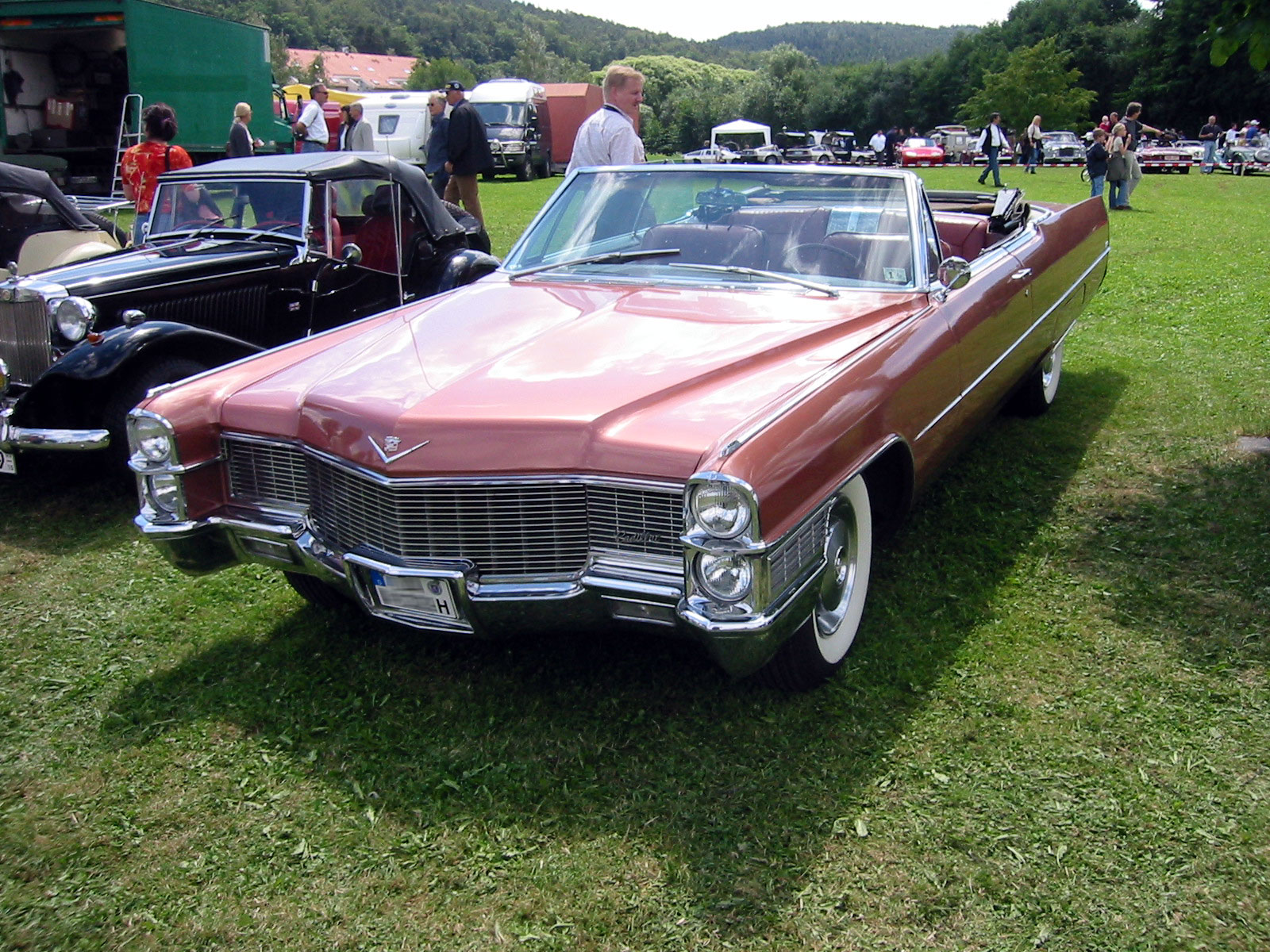
Cabriolet DeVille, 1965

Enfin, Cadillac abandonne son système de désignation par Série ; la Série 62 devient la Cadillac Calais (du nom de la ville française, première gare « continentale » (en clin d’œil à la Lincoln) du célèbre Orient Express) et la DeVille devient une série à part entière. La gamme des modèles DeVille se retrouve à nouveau avec quatre modèles : le Coupe DeVille (5 419 $, produit à 43 345 exemplaires), la hardtop Sedan DeVille (5 666 $, produite à 45 535 exemplaires), la Sedan DeVille (5 666 $ également, mais produite à 15 000 exemplaires) et le Convertible Coupe DeVille (5 639 $, produit à 19 200 exemplaires). Quatre fois plus produite que la Calais, la série DeVille réalise 62 % des ventes de Cadillac. La hardtop Sedan DeVille est la Cadillac la plus vendue de cette année, qui voit la production de la 3 millionième Cadillac (le 4 novembre 1964).
Le dessin est reconduit pour 1966, avec une légère retouche des pare-chocs avant et une division plus épaisse de la calandre dont le maillage est moins serré. Les extensions de calandre sur les côtés sont remplacés par un motif rectangulaire chromé. Le pourtour des phares n’est plus chromé. Le dessin des feux arrière est adouci. La gamme des modèles DeVille conserve ses quatre modèles : le Coupe DeVille (5 339 $, produit à 50 580 exemplaires), la hardtop Sedan DeVille (5 581 $, produite à 60 650 exemplaires), la Sedan DeVille (5 666 $ également, mais produite à 11 860 exemplaires) et le Convertible Coupe DeVille (5 639 $, produit à 19 200 exemplaires). Les modèles DeVille représentent 69 % des ventes de Cadillac ; la Sedan hardtop en réalisant à elle seule près de 30 %.
Les modèles de 1967 sont entièrement redessinés. Les lignes rectilignes ne présentent aucune courbe et la calandre, les phares et les ailes avant semblent projetés en avant. La ligne de toit du coupé est plus carrée. La voiture mesure 5,71 m de long. Le correcteur d’assiette automatique est proposé en option alors que le régulateur de vitesse et la colonne de direction réglable en inclinaison sont désormais montés en série. La gamme des modèles DeVille conserve ses quatre modèles : le Coupe DeVille (5 392 $, produit à 52 905 exemplaires), la hardtop Sedan DeVille (5 625 $, produite à 59 902 exemplaires), la Sedan DeVille (5 625 $ également, mais produite à 8 800 exemplaires) et le Convertible Coupe DeVille (5 608 $, produit à 18 202 exemplaires). La part de marché des DeVille baisse légèrement à 66 %, du fait de l’arrivée de deux modèles encore plus luxueux : la nouvelle Fleetwood Brougham et la nouvelle Eldorado.

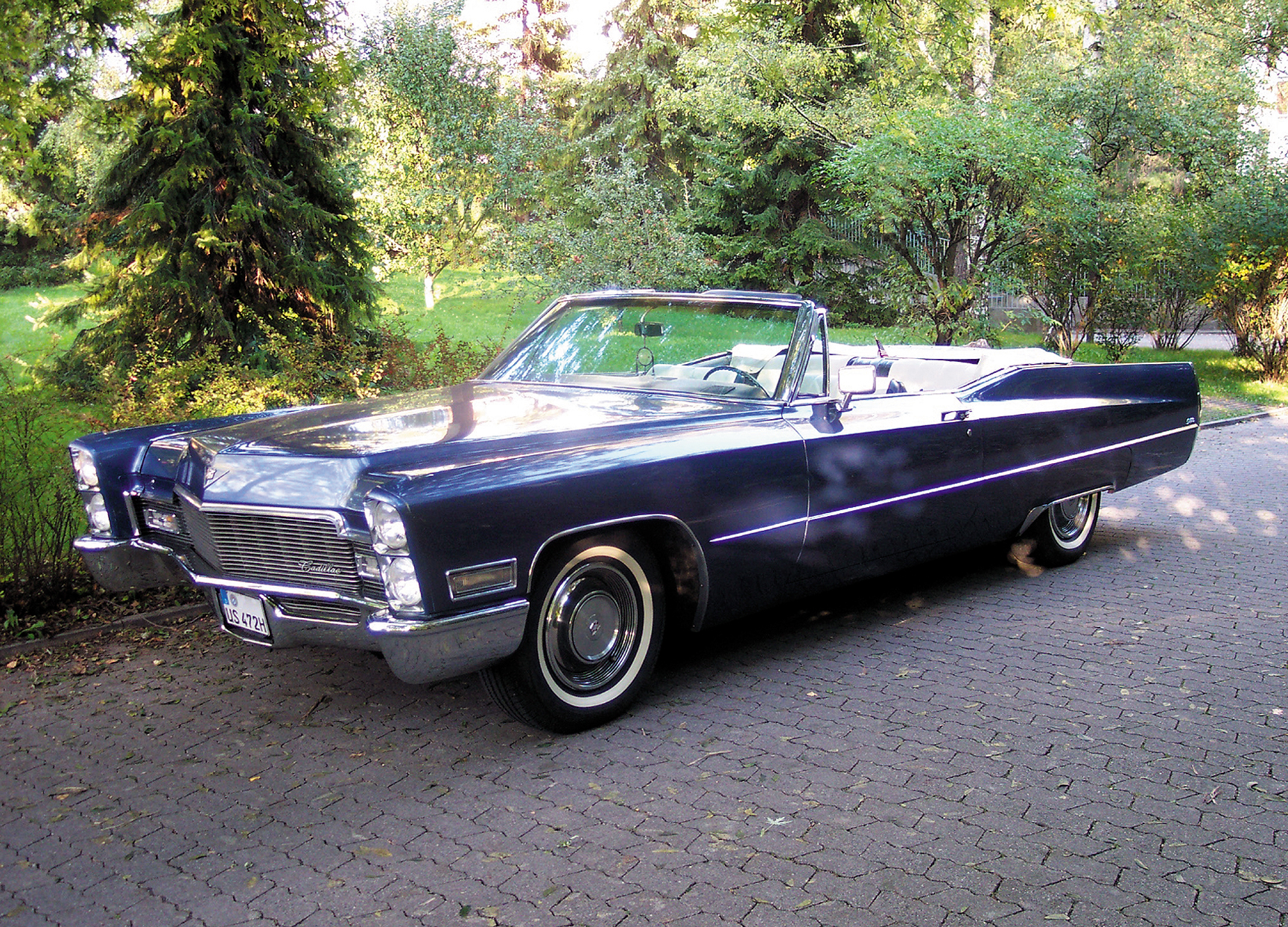
Cabriolet DeVille, 1968

Les modèles de 1968 sont adaptés aux nouvelles normes de sécurité passive imposées au niveau fédéral, avec la mise en place de pare-chocs spécifiques, la dissimulation des essuie-glace sous une lèvre du capot (ce qui nécessite d’allonger le capot de 16,6 cm) et le montage des feux d’encombrement latéraux. Ils sont équipés d’appuis-tête sur les sièges avant. Les voitures construites après le 1er janvier 1968 ont reçu des ceintures d'épaule avant conformément aux normes de sécurité fédérales. Le couvercle du coffre est modifié pour faciliter le chargement. Le moteur, réalésé à 7,7 litres, développe 375 ch et satisfait les nouvelles normes anti-pollution (mais le système d’air conditionné consomme à lui seul 12 ch). La gamme des modèles DeVille conserve ses quatre modèles : le Coupe DeVille (5 552 $, produit à 63 935 exemplaires), la hardtop Sedan DeVille (5 785 $, produite à 72 662 exemplaires), la Sedan DeVille (5 785 $ également, mais produite à 9 850 exemplaires) et le Convertible Coupe DeVille (5 736 $, produit à 18 025 exemplaires). Les modèles DeVille représentent 77 % des ventes de Cadillac, dont 34 % pour la seule hardtop Sedan.
L’avant des voitures est redessiné pour 1969, de façon à rapprocher son dessin de celui de l'Eldorado ; les feux reviennent dans une position horizontale et les ailes adoptent une ligne rectiligne proéminente, séparée de la ligne du capot qui s'allonge encore de 6 cm. Les feux de position s’enroulent autour de l’arête verticale des ailes. La calandre retrouve une position verticale. La ligne du pavillon est rendue plus carrée et les déflecteurs des portières sont supprimés. L’arrière est retouchée et les feux s’intègrent dans l’épaisseur de l’aile. Le contacteur d'allumage a été déplacé depuis le tableau de bord vers la colonne de direction et comprenait un volant et un verrou de transmission, un an avant une norme fédérale obligatoire. La gamme des modèles DeVille conserve ses quatre modèles : le Coupe DeVille (5 721 $, produit à 65 755 exemplaires), la hardtop Sedan DeVille (5 954 $, produite à 72 958 exemplaires), la Sedan DeVille (5 954 $ également, mais produite à 7 890 exemplaires) et le Convertible Coupe DeVille (5 905 $, produit à 16 445 exemplaires). Du fait de l’augmentation des ventes des modèles Fleetwood (Eldorado et Brougham), la part de marché des DeVille retombe à 61 %, malgré un niveau de production similaire à celui de 1968.

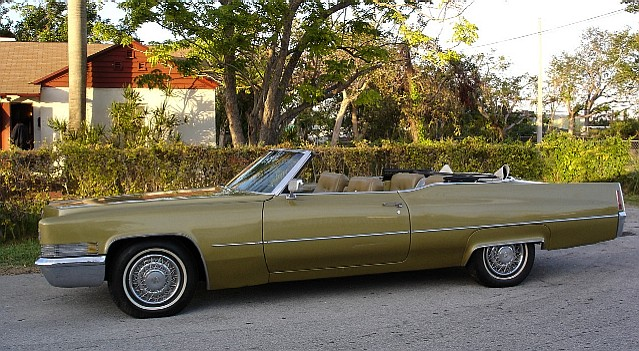
Cabriolet DeVille, 1970

Pour 1970, la calandre est retouchée. Le V qui soulignait le blason Cadillac situé sur le capot est supprimé et les blasons placés sur les arêtes des ailes avant sont surmontés par des ailes stylisées. La gamme des modèles DeVille conserve ses quatre modèles : le Coupe DeVille (5 884 $, produit à 76 043 exemplaires), la hardtop Sedan DeVille (6 118 $, produite à 83 274 exemplaires), la Sedan DeVille (6 118 $ également, mais produite à 7 230 exemplaires) et le Convertible Coupe DeVille (6 068 $, produit à 15 172 exemplaires). La hardtop Sedan DeVille est ainsi la Cadillac la plus vendue, devant le Coupe DeVille

## Septième génération (1971-1976)
Face aux exigences du gouvernement sur l'amélioration de la sécurité passive et la réduction de la pollution puis celles des consommateurs sur la réduction de la consommation après le premier choc pétrolier, Cadillac se concentre sur la technique et moins sur le style. La durée de vie des générations de ses modèles est ainsi allongée, le temps du « vieillissement dynamique de la gamme » par générations de deux ans est révolu.
Les modèles sont donc entièrement redessinés pour 1971. Ils sont établis sur la plateforme de type C de la GM partagée avec l’Oldsmobile 98 et la Buick Electra, mais avec un empattement porté à 3,30 m au lieu des 3,22 m normaux. Les lignes sont plus souples, avec des angles arrondis. Les pare-chocs sont renforcés et toute la structure avant est conçue pour une meilleure résistance aux chocs. Les feux de position sont placés au milieu des phares doubles, les clignotants sont placés sur le pare-chocs. Le blason Cadillac placés sur le capot est de nouveau souligné d’un motif en V. Le moteur V8 de 7,7 litres développe 345 ch. La gamme est réduite à deux modèles hardtop. Le coupé mesure 5,82 m de long, sur 1,94 m de large, 1,37 m de haut et pèse 2 125 kg. La berline mesure 5,73 m de long et 2,03 m de large et elle pèse 2 145 kg. En novembre 1971, lors de la « Canonball », une course illégale reliant la côte Est à la côte Ouest des États-Unis, une Sedan DeVille de série se classe 3e, avec une vitesse moyenne de 136 km/h en une consommation moyenne de 26,4 litres aux cent kilomètres.
Toujours aussi rentable, les modèles DeVille représentent 72 % des ventes de Cadillac. Le Coupe est vendu 6 264 $ et est produit à 66 081 exemplaires, la Sedan est vendue 6 498 $ et est produite à 69 345 exemplaires.

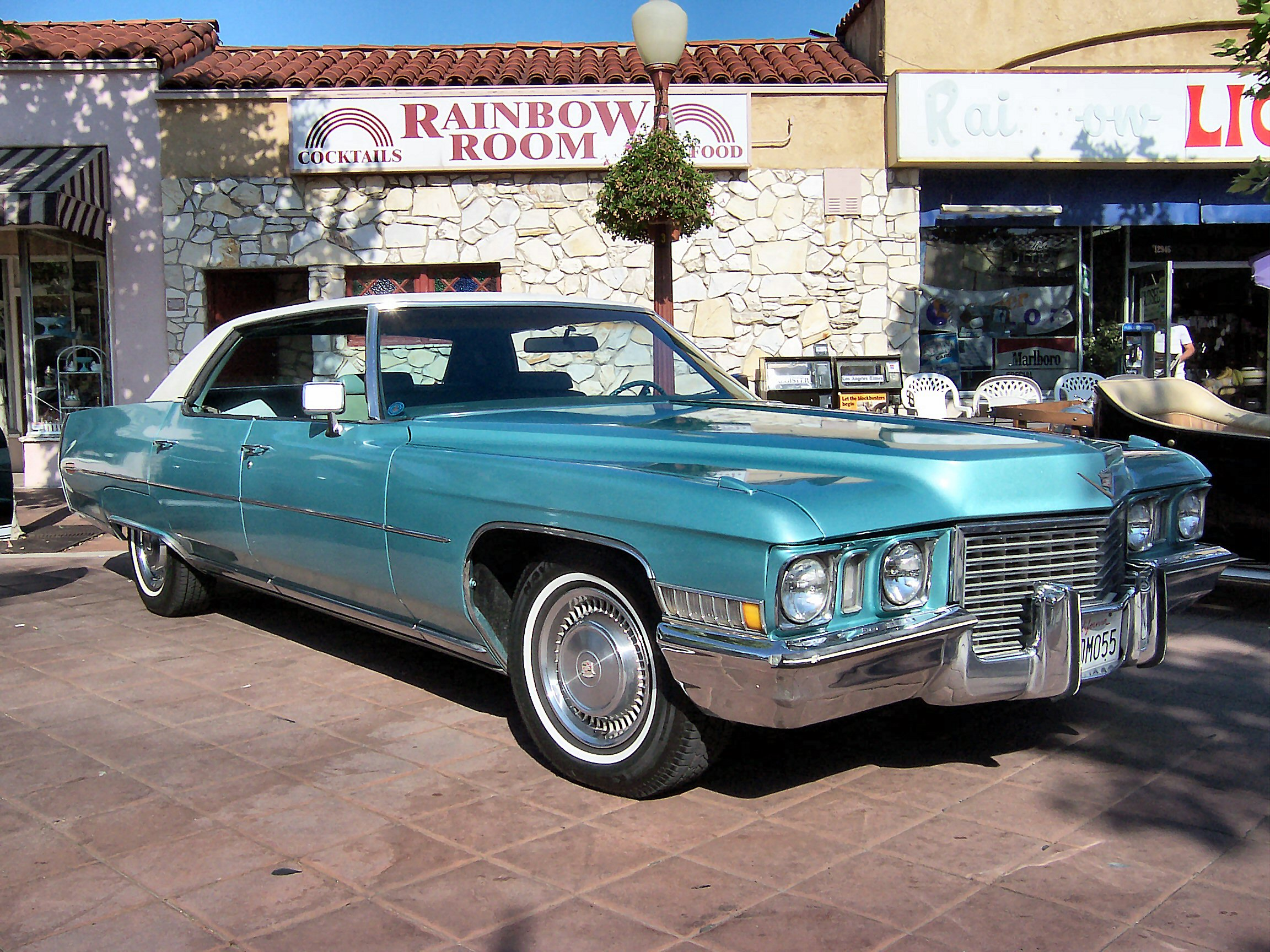
Sedan DeVille, 1972

En 1972, la puissance du moteur est ramenée de façon drastique à 220 ch. Cette réduction s’explique par le souci de s’adapter aux nouvelles normes fédérales antipollution d’une part et en raison d’un changement dans le calcul de la puissance nette.
Les changements cosmétiques sont mineurs. Les clignotants rejoignent les feux de position entre les phares, les pare-chocs sont modifiés, la longueur atteint 5,86 m. La masse de la Sedan DeVille augmente légèrement à 2 160 kg. La calandre est redessinée avec un maillage horizontal. Les ventes progressent de 44 % : la Sedan DeVille (6 390 $) est produite à 99 531 exemplaires, le Coupe DeVille (6 168 $) en 95 280. Les modèles DeVille représentent 73 % des ventes de Cadillac.
En 1973, la calandre est à nouveau redessinée, avec un maillage vertical et trois barres horizontales. Les voitures prennent du poids : le Coupé pèse 2 234 kg, la Sedan 2 261 kg. Les ventes augmentent de 11 %. Mais cette année, c’est le Coupe DeVille (6 268 $) qui devient la Cadillac la plus vendues, avec 112 749 exemplaires contre 103 394 à la Sedan DeVille (6 500 $). La part des DeVille revient à 71 % des ventes totales de Cadillac.
En 1974, les carrosseries hardtop sont remplacées par des carrosseries à montant central. Le coupé est ainsi équipé d’« opera windows » typiques de l’époque. La calandre adopte un maillage plus épais. Les feux de position et les clignotants sont placés sur les bords extérieurs de la face avant, et ils sont prolongés par des rappels latéraux à l’avant des ailes. Le changement de structure de caisse n’affecte pas le poids des voitures, la Sedan étant la seule à grossir pour atteindre 2 283 kg. La puissance du moteur est ramenée à 205 ch, toujours pour s’adapter aux normes antipollution, mais aussi pour réduire la consommation. Les ventes de Cadillac reculent de plus de 20 %, dans un marché fortement déstabilisé par le premier choc pétrolier. Les ventes du Coupe DeVille (7 867 $) restent toutefois stables, à 112 201 exemplaires, alors que celle de la Sedan DeVille chutent à 60 419 exemplaires. Les modèles DeVille représentent toujours 71 % des ventes de Cadillac.

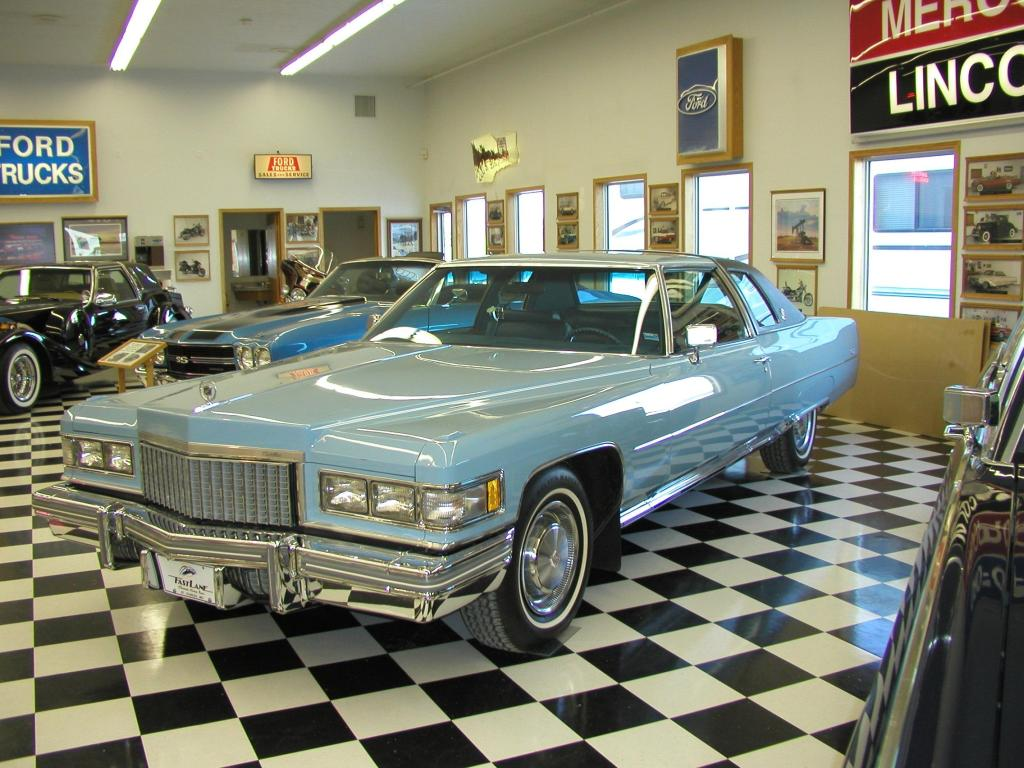
Coupe DeVille, 1975

En 1975, les phares deviennent rectangulaires et les clignotants se prolongent sur les côtés. Le moteur de 7,7 litres est abandonné est remplacé par le V8 de 8,2 litres de 190 ch de l‘Eldorado. Ce changement de moteur entraîne une augmentation de la masse conséquente : le Coupé pèse 2 290 kg, la Sedan 2 334 kg. Le Coupe DeVille (8 600 $) maintient son niveau de production à 110 218 exemplaires, tandis que celui de la Sedan DeVille (8 801 $) remonte légèrement à 63 352 exemplaires. Malgré ces résultats, la part des DeVille retombe à 66 % des ventes de Cadillac, conséquence de l’arrivée de la nouvelle Séville.

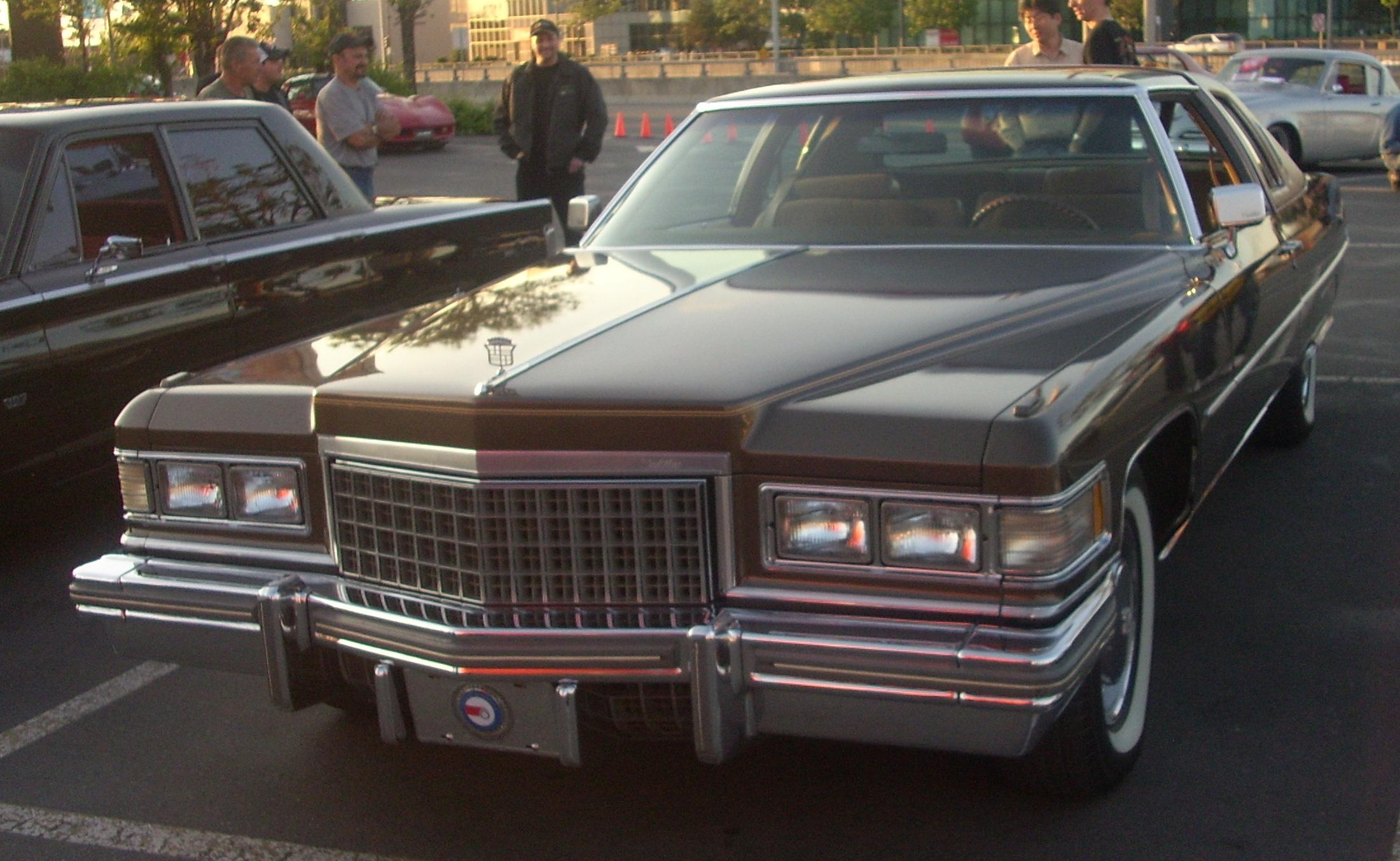
Coupe DeVille, 1976

En 1976, le V8 de 8,2 litres fait toujours 190 ch ; il peut cependant recevoir l’injection électronique en option, ce qui monte la puissance à 215 ch. Les voitures perdent une dizaine de kilos : le Coupé revient à 2 280 kg, la Sedan à 2 325 kg.
Les ventes augmentent de 5 %. Le Coupe DeVille (9 067 $) est produit au niveau record de 114 482 exemplaires, tandis que la Sedan DeVille (9 265 $) continue sa remontée à 67 677 exemplaires. Malgré ces résultats, la part des DeVille continue de décroître, à 59 % des ventes de Cadillac, en raison du succès de la Séville.

## Huitième génération (1977-1984)
À la suite du premier choc pétrolier, la GM lance un programme de réduction des dimensions de ses véhicules. Les premiers modèles qui en sont issus sont présentés en septembre 1976 pour l’année modèle 1977. Sur les Cadillac DeVille, l’empattement est ainsi réduit à 3,09 m, la longueur des carrosseries est réduite de 25 cm et le poids est allégé de 380 kg sur le Coupé et de 450 kg sur la Sedan. Les voitures mesurent 5,61 m de long, 1,90 m de large et 1,40 m de haut. Le Coupé pèse 1 899 kg, la Sedan 1 915 kg.
Le style reprend des lignes plus carrées, les jupes d’ailes arrière sont supprimées et les feux arrière sont constitués par des blocs lumineux à trois côtés. Le moteur est un V8 à injection de 7 litres donnant à 4 000 tr/min, un couple de 44,3 m kg soit une puissance de 185 kW (soit 250 ch). Il est accouplé à une boîte automatique Turbo-Hydra-Matic TH400 à 3 rapports. Ainsi motorisée, une Sedan DeVille peut accélérer de 0 à 100 km/h en 10,3 secondes. La consommation moyenne s’établit à 14,4 litres aux cent kilomètres. Les freins sont à disques ventilés à l’avant et à tambours à l’arrière, avec système anti-blocage à l’arrière.
La gamme comprend deux modèles : la Sedan DeVille et le Coupe DeVille. Les deux modèles sont disponibles en finition haut de gamme « d’Élégance ». Le Coupe DeVille peut être demandé option « cabriolet » avec la partie arrière du toit recouverte de vinyle pour simuler une capote de type landau, et des « opera lamps » derrière les « opera windows ». Les voitures peuvent être équipées en option d’airbags à l’avant. Avec la disparition de la Calais, la DeVille devient le modèle d’entrée de gamme de Cadillac. Le Coupe DeVille (9 810 $) établit un nouveau record de production à 138 750 exemplaires, soit 39 % de toute la production Cadillac de l'année. La production de la Sedan DeVille (10 020 $) est de 95 421 exemplaires, soit en hausse de 41 % par rapport à l’année précédente. La production totale des DeVille représente 65 % de toutes les Cadillac.

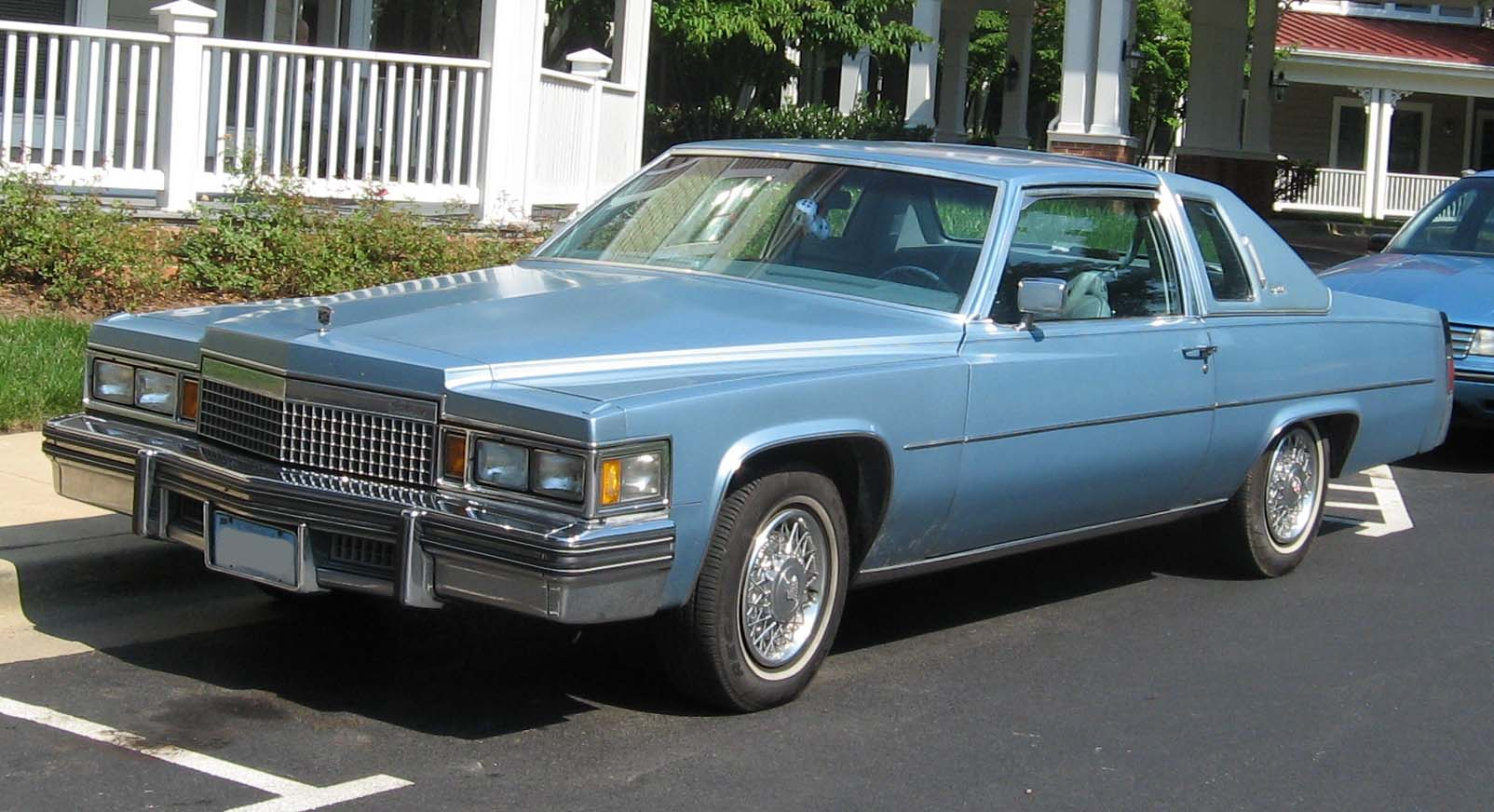
Coupe DeVille, 1978

En 1978, La calandre est redessinée. Les feux arrière presque verticaux sont affinés et placés au centre d’un bloc chromé. Les voitures peuvent être équipées avec l’option « Phaeton » qui comprend un toit en vinyle simulant une capote, des filets de peintures spéciaux, des roues à rayons et des inscriptions « Phaeton » en lieu et place des inscriptions « DeVille » sur les ailes arrière. L’intérieur est équipé de sièges et d’un volant en cuir. Le Phaeton est disponible en trois combinaison des couleurs : blanc Cotillon à toit bleu foncé, argent Platine à toit noir et beige Arizona à toit marron foncé.
Les voitures peuvent recevoir en option un moteur Diesel. Il s’agit du V8 Oldsmobile LF9 de 5,7 litres de 120 ch. Conçu comme un bloc spécifique, plutôt qu'une version modifiée d’un moteur essence, ce V8 est malheureusement infesté de problèmes - les conducteurs étant peu familiers avec les véhicules diesel, ils n’attendent pas par exemple l’extinction du témoin de préchauffage avant de démarrer, et les boulons des culasses ne sont pas assez résistants pour le taux de compression de 22:1, ce qui conduit fréquemment à des claquage de joints de culasse. La conséquence de ces pannes multiples pour les concessionnaires est de procéder fréquemment à des conversions en essence de ces voitures. La production chute de 12 % : le Coupe DeVille (10 584 $) est produit à 117 750 exemplaires, la Sedan DeVille (10 924 $) à 88 951 exemplaires. La part des DeVille n’est plus que de 59 % du total de Cadillac.
La calandre est de nouveau redessinée pour 1979. Sur l’option « Phaeton », le beige « Arizona » est remplacé par le « Western Saddle Firemist » (avec l’intérieur en cuir « Antique Saddle »). Les ventes remontent de 4 % : le Coupe DeVille (11 728 $) est produit à 121 890 exemplaires, la Sedan DeVille (12 093 $) est produite à 93 211 exemplaires. Mais alors que Cadillac établit son record historique de production (381 113 voitures), la part des DeVille tombe à 56 %, les modèles Fleetwood Brougham et la nouvelle Eldorado connaissant davantage de succès.
Les modèles de 1980 ont reçu un lifting majeur, avec un nez plus aérodynamique, une lunette arrière presque verticale sur le coupé et la berline et des ailes arrière plus hautes et plus droites surmontées de plus grands cadres de feux arrière chromés. Les voitures semblaient plus lourdes et plus longues, mais étaient en fait légèrement plus courtes. Les dimensions de la voiture sont revues très légèrement à la hausse, avec une longueur de 5,62 m, une largeur de 1,94 m et une hauteur de 1,41 m. La calandre est redessinée dans un style inspiré par celle des Rolls-Royce. Entièrement en plastique chromé, cette calandre sera reprise sur la Brougham produite entre 1989 et 1992. Le Coupe DeVille arbore désormais des vitres de custode de grande taille et tous les entourages de vitres sont réalisés avec des baguettes chromées. Les entourages de vitres de la Sedan, peints dans la teinte de la carrosserie, sont surlignés de baguettes chromées beaucoup plus fines. L’option « Phaeton » n’est plus proposée.
1980 a vu l'arrêt du V8 de 7 litres, qui générait une puissance de 145 kW et 0-97 km/h en 10,9 secondes, avec une vitesse de pointe de 187 km/h avec un nouveau V8 «Malaise era» 368 de 6,0 L, d'une puissance de 112 kW et 0-97 km/h en 13,6 secondes, avec une vitesse de pointe de 171 km/h. Le V8 essence est remplacé par une version réalésée à 6 litres. À la fin de l’année 1980, Cadillac propose en option un V6 Buick de 4,1 litres et 125 ch, le premier moteur à 6 cylindres monté sur une Cadillac depuis 1914. Le Coupe DeVille coûte 12 899 $ et la Sedan DeVille 13 282 $. Les ventes de 1980 s’effondrent littéralement de moitié pour l'ensemble de l'industrie automobile sous l’impact du second choc pétrolier; malgré une toute nouvelle tôlerie et une multitude d'améliorations et raffinements, les ventes de la Coupe DeVille ont chuté à 55 490 exemplaires (- 54 %, moins de la moitié des chiffres de 1979) et la Sedan DeVille à 49 188 exemplaires (- 47 %). La part des DeVille n’est plus que de 45 % du total de Cadillac, les acheteurs s’orientant davantage vers les modèles plus luxueux de la gamme. Le V8 diesel 5,7 litres d'Oldsmobile était toujours une option disponible à 924 $, tout comme l'option de toit Cabriolet populaire pour la Coupe DeVille à 350 $.
Pour 1981, la calandre retrouve un dessin similaire au modèle de 1979 (qui sera de nouveau utilisé sur les modèles de 1987 et de 1988). Le V8 de 6 litres est équipé d’un système de solénoïdes permettant de déconnecter 2 ou 4 cylindres en fonction de la charge demandée par l’accélérateur. Développé en collaboration avec la société Eaton Corp. - avec des éléments de conception testés sur plus de 500 000 miles - ce moteur dit « à cylindrée modulable », et baptisé V8-6-4, offre théoriquement au conducteur le choix entre un V4 de 3 litres et 70 ch, un V6 de 4,5 litres et 105 ch ou un V8 de 6 litres et 140 ch. La théorie était de 8 cylindres à l'arrêt complet, 6 cylindres pendant la conduite habituelle et seulement quatre cylindres à la vitesse de croisière. Les changements de fonctionnement des cylindres se déroulaient sans heurts et la plupart des conducteurs ne détectaient aucune différence de fonctionnement. Il connaît cependant de nombreux dysfonctionnements électroniques et un taux de panne élevé. Cadillac a défendu son groupe motopropulseur contrôlé par microprocesseur et a même offert des garanties prolongées spéciales aux clients. Hemmings Motor News a décrit le fonctionnement de ce moteur dans la pratique - "La catastrophe ne couvre pas tout à fait la portée de ce qui s'est passé". De son côté, le V8 Diesel est fortement modifié au niveau du bloc et des culasses, ce qui améliore sa situation, mais la puissance du moteur est réduite à 105 ch. Enfin, le moteur V6 Buick est de nouveau proposé en option. Avec l’arrivée de la petite Cimarron sur base de Chevrolet Cavalier, la DeVille n’est plus le modèle d’entrée de gamme de Cadillac. Le Coupe DeVille coûte 13 450 $, la Sedan DeVille 13 847 $. Les ventes remontent de 4 %, et pour la première fois depuis 1973, la production de la Sedan DeVille est supérieure à celle du Coupe DeVille, avec 55 100 exemplaires contre 54 145.
Les modèles de 1982 arborent une nouvelle calandre, qui cette fois est maintenue jusqu’en 1986, de nouveaux feux de position, de nouveaux feux arrière et de nouveaux enjoliveurs de roue. Sous le capot, le V8-6-4, qui n'était maintenant disponible que dans la limousine Fleetwood jusqu'en 1984, est remplacé par un nouveau moteur V8 baptisé « HT4100 » à injection électronique digitale développant 125 ch. Malheureusement, ce moteur, à culasses en fonte et bloc en aluminium, est conçu pour une nouvelle génération de voitures à traction avant, il est insatisfaisant pour une Cadillac normale, qui pesait près de 2 tonnes. Un grand nombre de HT-4100 connaissent des pannes ; des milliers sont remplacés sous garantie. Le V8 Diesel et le V6 Buick restent disponibles en option. La boîte de vitesses est améliorée et dispose désormais de 4 rapports, le 4e étant une surmultipliée. Avec ces moteurs plus petits, la masse des voitures diminue de plus de 100 kg : le coupé ne pèse plus que 1 780 kg, et la Sedan 1 804 kg. La production des DeVille baisse de nouveau, et de près de 10 %. Le Coupe DeVille (15 249 $) est produit à 44 950 exemplaires et la Sedan DeVille (15 699 $) à 53 870 exemplaires. La part des DeVille n’est que de 41 % des Cadillac.
La largeur des modèles de 1983 est légèrement réduite à 1,91 m et l’inscription Cadillac passe de la grille de calandre à son fronton. Sous le capot, le moteur HT4100 reçoit une injection électronique améliorée qui lui procure 10 ch supplémentaires. L’option « Cabriolet » est de nouveau proposée sur le Coupe DeVille. Avec le retour d’une essence moins chère, le marché automobile américain connaît une forte progression. Les ventes de Cadillac progressent de 24 %, celles des DeVille de 32 % : le Coupe DeVille (15 970 $) est produit à 60 300 exemplaires, la Sedan DeVille (16 440 $) à 70 423 exemplaires. Leur part de marché remonte à 45 % des Cadillac.
Pour 1984, les feux arrière retrouvent un dessin similaire à ceux des modèles de 1978. Les différences cosmétiques avec les modèles précédents sont très limités et consistent en des emblèmes de la marque dorés sur les feux de position et les feux arrière. Le système d’échappement à pot catalytique est amélioré. Les prix de vente progressent fortement : le Coupe DeVille coûte 17 140 $ et la Sedan DeVille 17 625 $. Pour leur dernière année de production, les ventes reculent de 12 % : le coupé est produit à 46 340 exemplaires et la berline à 68 270 exemplaires. Les DeVille ne représente plus que 38 % des Cadillac.

## Neuvième génération (1985-1993)
À la fin du printemps 1984, Cadillac présente ses nouveaux modèles DeVille et Fleetwood à traction. Issus du deuxième programme de réduction des dimensions de la GM, les modèles de 1985 sont plus courts de 67 cm que leurs prédécesseurs, et moins lourd de 363 kg. Ils reposent sur la plate forme de type C à traction de la GM, commune à l’Oldsmobile 98 et à la Buick Park Avenue. Établis sur un empattement de 2,82 m, ils mesurent 4,95 m de long sur 1,82 m de large et 1,40 m de haut. Le moteur est toujours le HT4100, mais il est monté transversalement. Et deux moteurs Diesel sont proposés en option : le V8 Oldsmobile de 5,7 litres (105 ch) et son dérivé V6 de 4,3 litres de 85 ch… une puissance inférieure au petit 4 cylindres de la Cimarron ! Le dessin de la carrosserie se caractérise par ses portières autoclaves aux vitres immenses, sa ceinture de caisse abaissée et sa lunette arrière quasiment verticale. Deux ans avant l’obligation légale, les DeVille sont équipées d’un troisième feu stop à l’arrière.
En fait, ces modèles auraient dû être présentés à la fin de 1983, mais la division a été confrontée à des retards dans leur mise en production. Et ce sont plus de 600 millions de dollars qui ont été investis pour construire l’usine entièrement nouvelle équipée des 138 robots qui les fabriquent.
Tout en étant officiellement des modèles de 1985, ils sont donc produits dès leur présentation et sont proposés six mois parallèlement à leurs prédécesseurs. En 1984, la Sedan DeVille à traction est ainsi produite à 35 940 exemplaires et le Coupe DeVille à traction à 9 390 exemplaires.
Pour 1985, les DeVille à traction se retrouvent seules. Le Coupe DeVille est affiché à 17 990 $, la Sedan DeVille à 18 571 $. Pour la première fois, les ventes de la Cadillac DeVille (113 000) sont inférieures à celles de la Lincoln Town Car concurrente (117 000), et elle ne représente plus que 34 % des ventes de Cadillac. Ces nouveaux modèles DeVille sont confrontés au peu d’intérêt des clients habituels de la marque, désorientés par leur taille réduite, et ce n’est pas le maintien des dimensions intérieures de l’habitacle qui les rassure ; ces Cadillac de moins de 200 pouces de long (5,08 m) n'ont pas l'aura de leurs devancières. Cadillac continue d’ailleurs de produire l’ancien modèle à propulsion dans sa version Fleetwood Brougham, sous l’appellation simplifiée de « Brougham », à plus de 50 000 exemplaires par an ! En plus des coupés et berlines DeVille et Fleetwood, une limousine Cadillac 75 Fleetwood était également offerte.

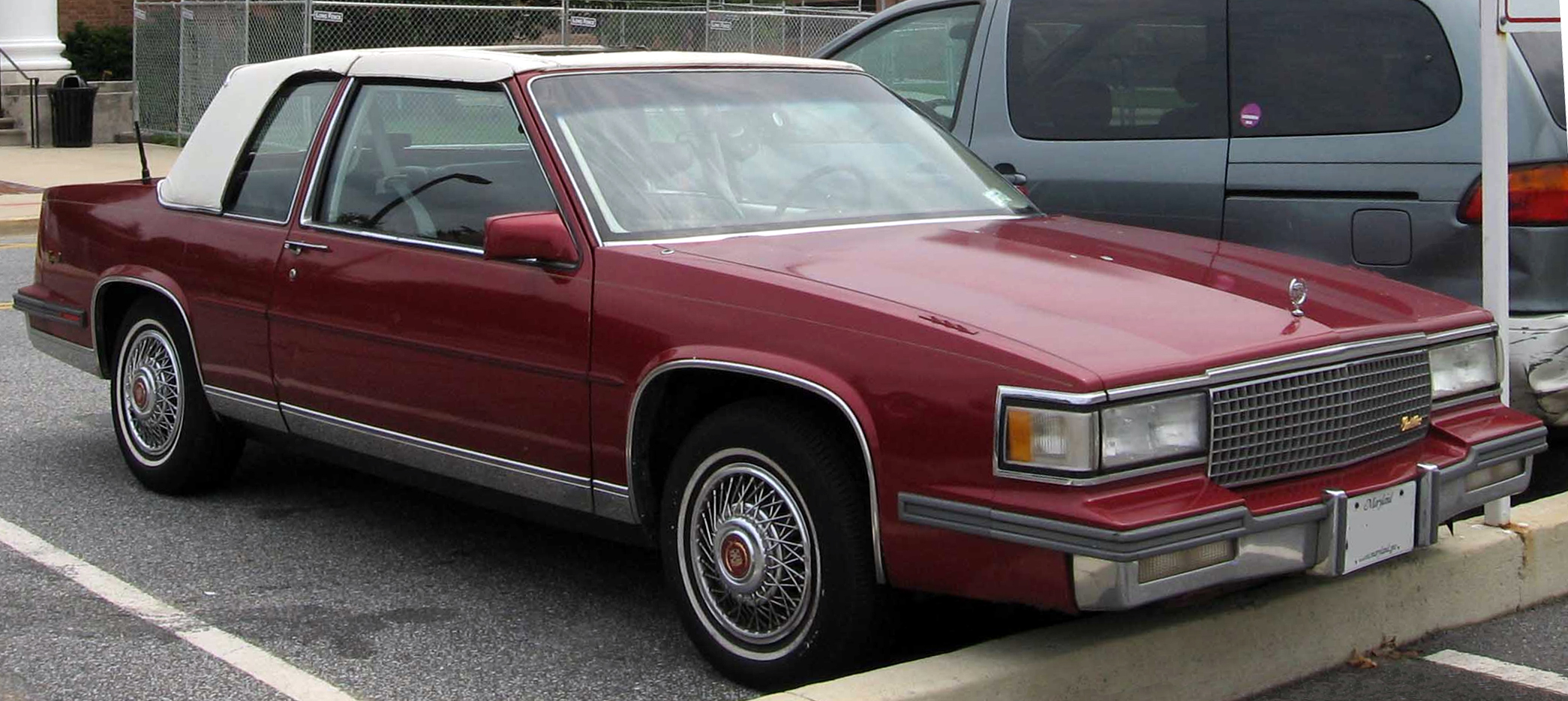
Coupe DeVille, 1987

Dès 1986, Cadillac retouche la DeVille en modifiant la malle de coffre pour lui redonner une apparence proche de l’ancien modèle. La gamme est complétée par les versions Touring de la Sedan et du Coupe. Ces modèles Touring sont davantage typés sport, avec un discret aileron de coffre, un becquet avant équipé de feux de brouillard, et une sellerie en cuir avec des appuis-tête à l’arrière. Le Touring Coupe se distingue en plus par des ouïes factices derrière les vitres de custode. Mais le principal intérêt de ces versions Touring se trouve sous la carrosserie, avec des suspensions affermies et des roues en aluminium de 15 pouces à pneus Goodyear Eagle GT. Les moteurs diesel ne sont plus disponibles. Le Coupe DeVille est affiché à 19 669 $, la Sedan DeVille à 19 990 $. La production monte à 133 000 exemplaires ; elle représente 47 % des ventes de Cadillac, mais ces dernières ont plongé de 15 % par rapport à l'année passée.
Les carrosseries sont restylées pour 1987 à l’avant et à l’arrière. Les phares sont en un seul bloc composite et la calandre adopte une forme trapézoïdale. Comme ceux de 1977, les feux arrière sont de nouveau constitués de blocs lumineux à trois côtés. Les ailes sont agrandies, ce qui a pour conséquence d’augmenter légèrement la longueur (4,98 m) et la largeur (1,84 m) des voitures. Le Coupe DeVille est vendu à 21 136 $, la Sedan DeVille à 21 659 $ et les versions Touring sont proposées pour 2 880 $ de plus. La production baissent à 130 000 exemplaires, et les DeVille représentent toujours 46 % des ventes de Cadillac qui sont restées stables.
Pour 1988, le moteur est réalésé à 4,5 litres et il développe 155 ch (116 kW). Le Coupe DeVille coûte 23 049 $, la Sedan DeVille 23 404 $. La production continue de baisser et tombe à 122 000 exemplaires, soit 45 % des ventes de Cadillac qui ont reculé de 4 %.

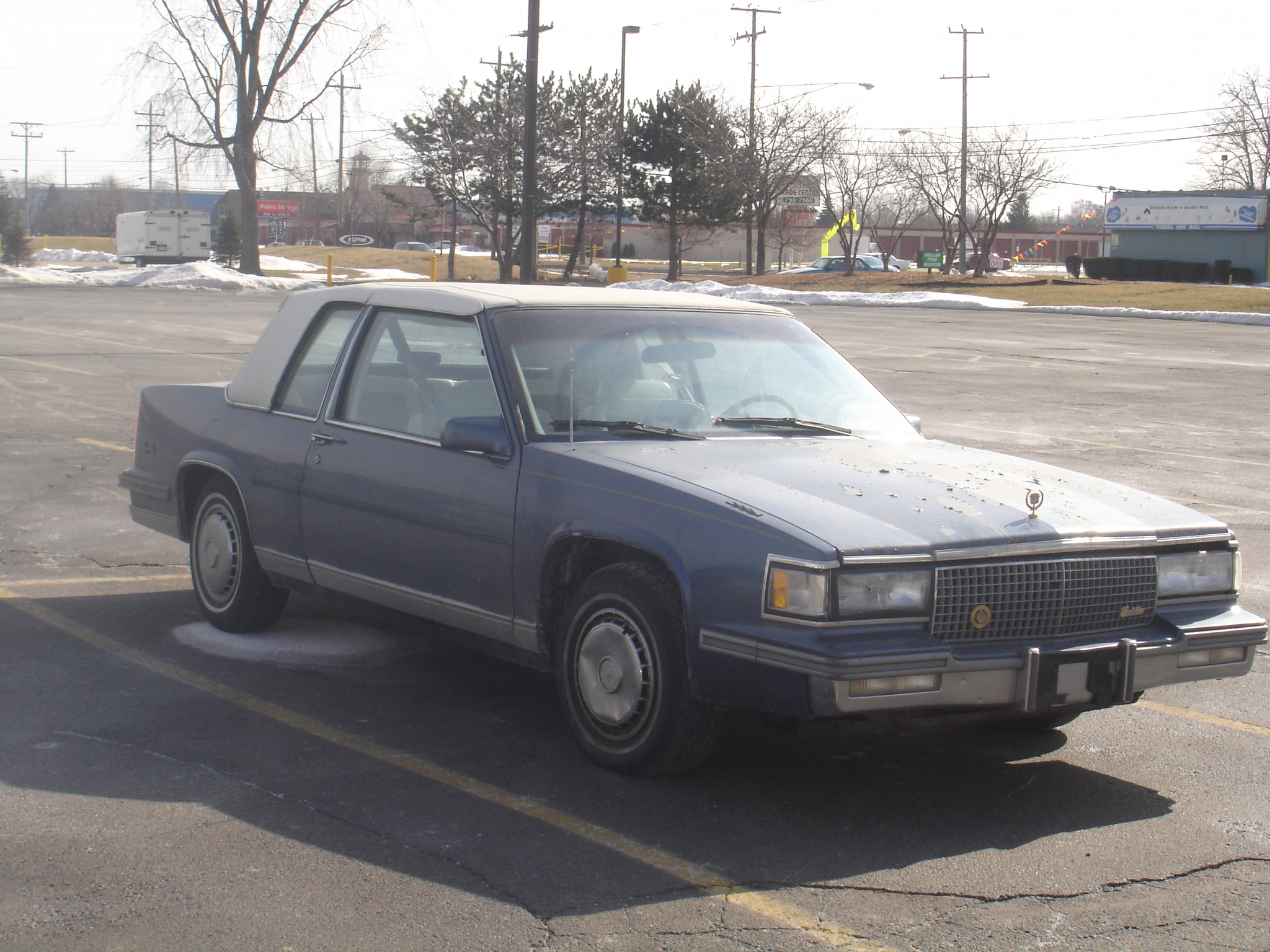
Coupe DeVille, 1989

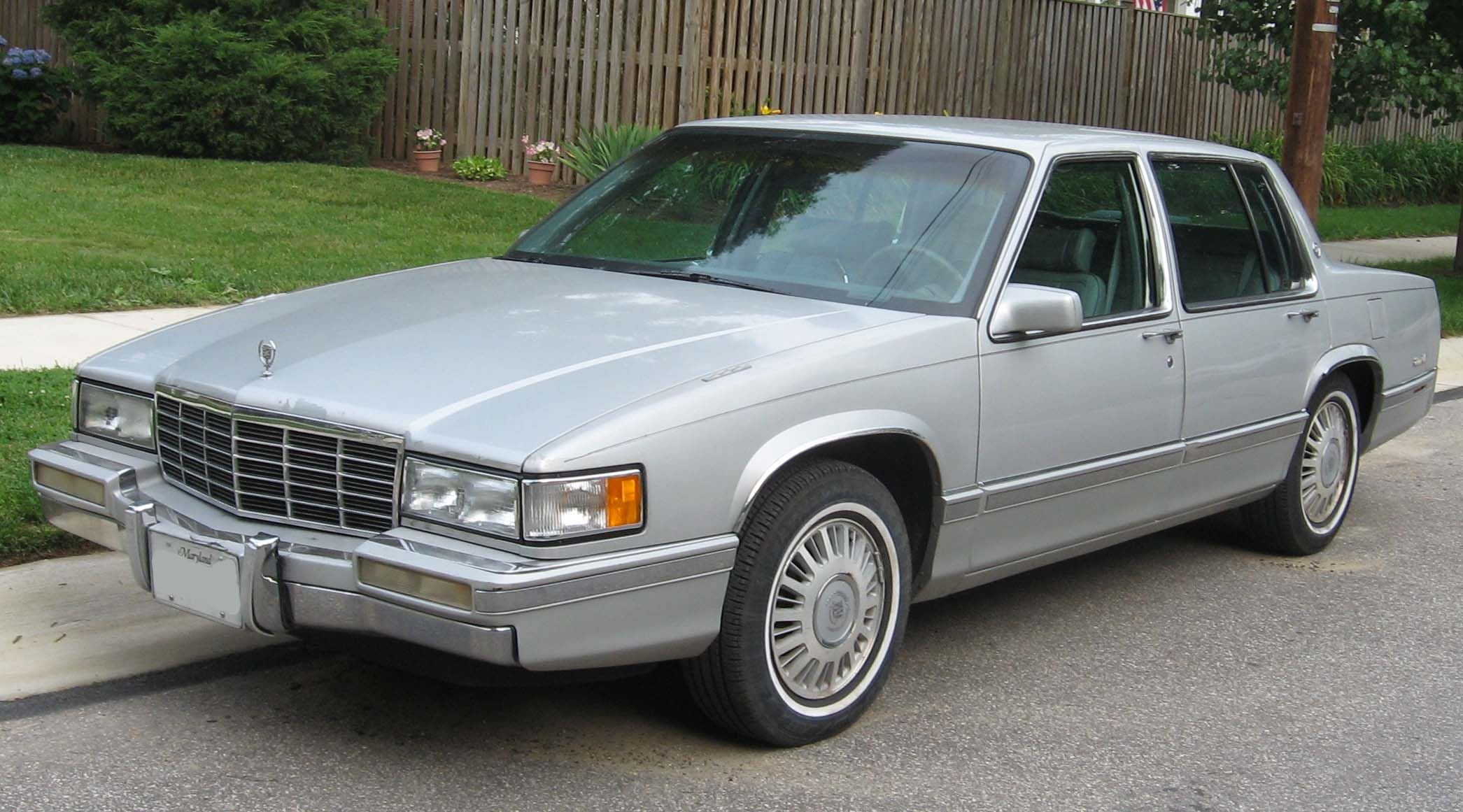
Sedan DeVille, 1989

Cadillac redessine entièrement ses modèles pour 1989, ne conservant que les portières avant (ainsi que le tableau de bord) du modèle précédent. Les dessinateurs font réapparaître des éléments de style caractéristiques de la marque : feux arrière verticaux insérés dans un bloc chromé, jupes d'ailes arrière… et les porte-à-faux avant et arrière sont allongés. L’empattement de la berline est allongé à 2,89 m et la longueur de la carrosserie atteint 5,22 m. La masse est de 1 630 kg. En revanche, le coupé conserve sont empattement de 2,81 m, mais sa longueur est désormais de 5,15 m. La largeur est de 1,84 m et la hauteur est de 1,40 m. Le volume du coffre augmente ainsi de 85 litres. Les ailes avant sont en plastique, pour réduire leur poids et pour résister aux chocs de parking. L’aménagement de la partie arrière de l’habitacle de la berline est inspiré par celui des Mercedes, avec des rangements à couvercle, trois appuis-tête et trois éclairages de lecture individuels. Le Coupe est proposé à 24 960 $, la Sedan à 25 435 $. La part des DeVille remontent autour de 50 % des ventes de Cadillac.
En 1990, la puissance du moteur est augmentée de 25 ch grâce à l’injection électronique séquentielle et la colonne de direction télescopique est remplacée par une colonne équipée d’un airbag. Les voitures sont équipées d’un système antivol avec une clé de démarrage codée. Outre Lincoln, Cadillac doit désormais faire face à la concurrence sévère des nouvelles Lexus LS400 et Infiniti Q45 japonaises. La production annuelle des DeVille reste figée autour des 130 000 unités.

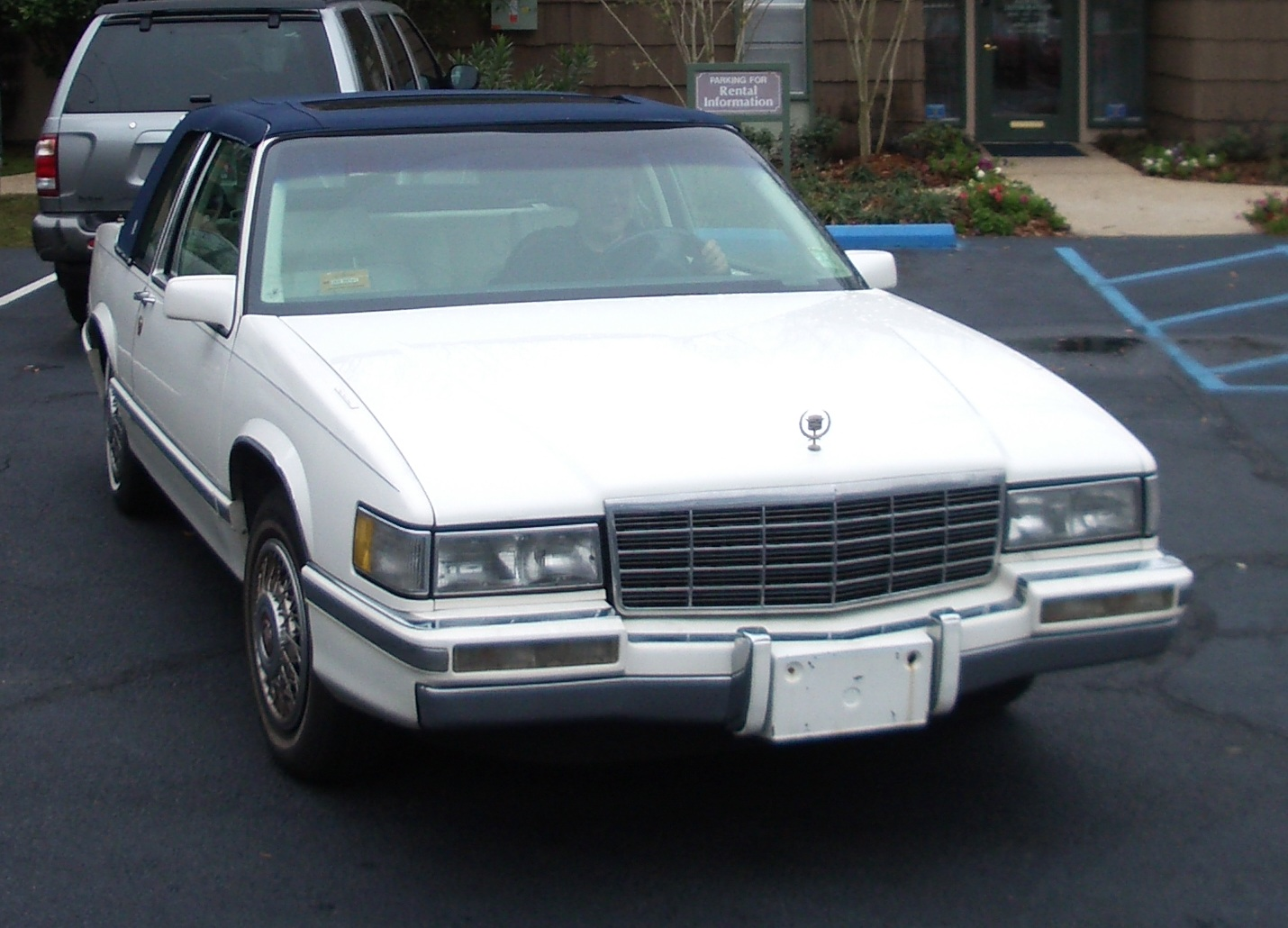
Coupe DeVille, 1991

Le moteur est réalésé à 4,9 litres en 1991. Sa puissance est de 200 ch (150 kW) à 4 100 tr/min et son couple de 373 N m à 3 000 tr/min. La calandre adopte un dessin trapézoïdal pratiquement inversé par rapport au dessin précédent. La carrosserie reçoit de nouvelles baguettes latérales. Une nouvelle «DeVille Touring Sedan» est devenue accessible au public le 1er avril 1991. Seulement 1 500 de ces modèles en éditions limitées ont été produits pour 1991.
Pour 1992, la Sedan DeVille est de nouveau disponible en version Touring. Toujours typée sport, cette Touring Sedan se caractérise par son intérieur traité de façon particulière, avec des sièges à maintien latéral, une jante de volant moulée avec la forme des doigts et un tableau de bord à instruments digitaux et inserts en bois. Sa sellerie en cuir « Beechwood » (beige) lui est exclusive. Extérieurement, la Touring Sedan arbore un blason Cadillac entouré de sa couronne de laurier sur la grille de calandre.
Pour 1993, les modèles DeVille ne reçoivent que des modifications cosmétiques mineures, avec une réduction du chrome sur la grille de calandre, et sur l’encadrement des vitres arrière de la berline.

### Les Coupe DeVille finale (1990-1993)
Cadillac a construit 17507 Coupe DeVille et 2429 Coupe Fleetwood en 1990. Le toit Cabriolet en option (de série sur Fleetwood) est apparu sur 3988 Coupe DeVille, tandis que le toit Phaeton disponible a été trouvé sur 4453 voitures supplémentaires. Le toit Phaeton, recréant l'apparence d'un toit décapotable, a été inclus dans le package Spring Edition (avec 4413 construits), qui comprenait également des inserts de siège en cuir perforé, entre autres. La couleur la plus populaire pour 1990 était le Cotillion White, avec 5292 pièces fabriquées, tandis que la couleur la moins choisie était le Medium Dark Gray, qui a trouvé sa place sur 193 voitures cette année-là. Bien que tous ces modèles à deux portes portaient les pneus Michelin à flancs blancs standard, ce serait la dernière année pour les enjoliveurs unis sur la Coupe DeVille (trouvés sur 2788 voitures cette année), car l'année prochaine comporterait une roue en aluminium de style standard (similaire au coupé Fleetwood). 479 modèles à deux portes ont été produits pour l'exportation cette année-là: 383 au Canada, 81 au Japon et 15 autres en Arabie saoudite. La Coupe DeVille de 1990 était au prix de 26 960 $, et le coupé Fleetwood à 32 400 $.
En 1991, Cadillac a fabriqué 10 057 modèles de Coupe DeVille et 597 coupés Fleetwood supplémentaires (sur les 597 coupés Fleetwood, seuls 248 étaient équipés du groupe de sièges personnalisés en option qui comprenait des fauteuils inclinables à dossier électrique pour les sièges avant et une mémoire à 2 positions. Fonction pour le siège conducteur). Toutes ces voitures ont été produites dans l'usine Orion Assembly de GM au Michigan. Le total pour les deux modèles avec revêtement en cuir en option était de 9 799 (Dark Auburn étant la couleur intérieure la moins choisie - seulement 11 en cuir et 2 en velours ont été fabriqués). La couleur extérieure la plus populaire pour 1991 était le Cotillion White, avec 2 967 modèles ; tandis que la couleur la moins choisie était le Medium Dark Gray, dont seulement 58 étaient fabriqués. Sur les 10 057 Coupes DeVille, 3 397 étaient des modèles Spring Edition. Le toit Cabriolet en option avec lampes d'opéra (équipement standard sur le coupé Fleetwood), qui couvrait la moitié arrière du toit en vinyle rembourré, était équipé sur 1 729 Coupes DeVille, tandis que 3 952 supplémentaires transportaient le toit convertible simulé Phaeton à 1 095 $. La cassette stéréo standard a été trouvée dans presque tous les modèles, tandis que 1 122 ont opté pour le système audio Bose à un coût supplémentaire (752 avec cassette, 370 avec disque compact). Cadillac a produit 164 des modèles 2 portes pour l'exportation, dont 126 au Canada, 23 au Japon, 5 dans les pays du golfe Persique, 3 à Porto Rico et dans les îles Vierges américaines, et les sept autres en Europe. Le prix était de 30 205 $ pour la Coupe DeVille et de 34 675 $ pour le coupé Fleetwood.
Pour 1992, Cadillac a fabriqué 6980 modèles de Coupe DeVille et 291 coupés Fleetwood supplémentaires (sur les 291 coupés Fleetwood, 128 seulement étaient équipés du groupe de sièges personnalisés en option, une option de 425 $ qui comprenait des fauteuils inclinables à dossier électrique pour les sièges avant, une fonction Memory Seat à deux positions pour le siège conducteur). Toutes ces voitures ont été produites dans l'usine Orion Assembly de GM au Michigan. La couleur la plus populaire pour 1992 était le Cotillion White, avec 1 879 modèles; tandis que la couleur la moins choisie était Mary Kay Pink, dont une seule a été fabriquée. Sur les 6 980 Coupes DeVille, 2 635 étaient des modèles Spring Edition. Le toit Cabriolet avec des lampes d'opéra (une option de 925 $ et un équipement standard sur le coupé Fleetwood) qui couvrait la moitié arrière du toit en vinyle rembourré, était équipé sur 3 572 Coupe DeVille, tandis que 3 319 supplémentaires transportaient le cabriolet Phaeton de 1 095 $. Seulement 89 Coupes DeVille au toit peint standard ont été fabriquées pour 1992. Cadillac a produit 144 des modèles à deux portes pour l'exportation, dont 129 au Canada et 15 au Japon. Le prix était de 31 740 $ pour la Coupe DeVille et de 36 360 $ pour le coupé Fleetwood.
Avec l'arrêt du coupé Fleetwood à la fin de l'année modèle 1992, la Coupe DeVille de 1993 était la dernière voiture deux portes à six places de Cadillac. La suspension sensible à la vitesse auparavant optionnelle, "Computer Command Ride", introduite l'année dernière est devenue un équipement standard, et comprend désormais un nouveau système de direction sensible à la vitesse. Les changements mineurs de garniture comprenaient une garniture occultante dans la calandre (comme on le voit sur la Touring Sedan de 1992). GM a construit 4 711 Coupes DeVille cette année. Le toit Cabriolet, auparavant optionnel, est devenu un équipement standard cette année et est apparu sur 3 606 voitures. Le toit Phaeton, qui a recréé l'apparence fringante d'un toit décapotable (maintenant seulement une option de 170 $ puisque le toit Cabriolet était un équipement standard), a été trouvé sur 1 105 voitures. Il n'y a pas eu de Coupe DeVille au toit peint cette année. Encore une fois, la couleur la plus populaire pour 1993 était le Cotillion White, avec 1 147 fabriqués, tandis que la couleur la moins choisie était Dark Plum, qui a trouvé sa place sur 24 voitures cette année. Cette année, les quatre choix de roues comprenaient la roue en aluminium moulé de conception standard sur 2 012 voitures, la roue en aluminium à boîtier en dentelle de 235 $ en option sur 1 766 voitures, le disque de roue à câble de verrouillage en option de 235 $ sur 749 voitures, et la boîte à pression en aluminium chromé de 1 195 $ sur 184 voitures. Seulement 18 Coupes DeVille ont été commandées avec l'option gratuite de pneus radiaux Michelin à flanc noir, les 4 693 autres modèles portaient la version standard à flanc blanc. 3 036 avaient de la peinture monochrome, tandis que les autres avaient une couleur d'accentuation du bas de la carrosserie, avec la répartition suivante : Silver, 1 130; Dark Red, 275; Gunmetal Gray, 177; et Beige, 93. Au total, 4 168 avaient le système Symphony Sound standard, tandis que 543 étaient commandés avec la chaîne stéréo Bose en option (310 avec cassette, 233 avec disque compact). La quasi-totalité des Coupe DeVille avait un revêtement en cuir (la couleur la plus populaire était Neutral, avec 1 236 pièces), car seuls 239 modèles intérieurs en velours ont été fabriqués cette année (la couleur de tissu la moins choisie était le Taupe, avec seulement 24 exemplaires). Aucune Coupe DeVille n'a été produite pour l'exportation cette année, et seulement 523 des 4 711 construits comprenaient des équipements d'émission californiens. Le prix de base de la Coupe DeVille 1993 était de 33 915 $.
La baisse de popularité des coupés full-size a entraîné l'arrêt de la Coupe DeVille à la fin de l'année modèle 1993. Pour 1994, la série comprenait les modèles à quatre portes suivants : DeVille et DeVille Concours.

## Dixième génération (1994-1999)
Pour 1994, la gamme se réduit à la Sedan DeVille, le déclin inexorable des ventes du Coupe DeVille lui ayant été fatal. La nouvelle Sedan DeVille est construite sur la plateforme de type K à traction inaugurée par la Cadillac Séville en 1992 et sa production est transférée à l’usine de Hamtramck (Michigan). L’empattement est toutefois allongé à 2,89 m, contre 2,82 m sur la Séville. La voiture mesure 5,32 m de long, 1,94 m de large et 1,43 m de haut et elle pèse 1 796 kg. Le style de la carrosserie adopte des lignes souples, et le dessin se caractérise par le bandeau de protection latéral qui court du passage de roue avant jusqu’au pare-chocs arrière, les roues arrière étant à demi cachée par une jupe d‘aile.
Sous le capot, la Sedan DeVille retrouve le V8 de 4,9 litres de 200 ch. La suspension à quatre roues indépendantes et équipée d’un correcteur d’assiette automatique, l’assistance de direction est asservie à la vitesse et la voiture dispose de l’ABS et de l’antipatinage. La déclinaison typée sport s’appelle dorénavant Sedan DeVille Concours, et elle reçoit le V8 Northstar LD8 de 4,6 litres développant 270 ch (201 kW) à 5 750 tr/min (et 407 N m à 4 750 tr/min). La suspension et la direction sont retravaillées pour être plus ferme et plus directe.
Pour 1995, le V8 Northstar gagne 5 ch, mais perd 3 N m de couple et l’assistance de direction est améliorée.
En 1996, le V8 Northstar LD8 de 275 ch est transféré à la Sedan DeVille, tandis que la Sedan DeVille Concours reçoit le V8 Northstar L37 de 300 ch (224 kW) et 400 N m. Avec ce moteur, la Concours ne met que 7,5 secondes pour accélérer de 0 à 100 km/h.
Le dessin de la carrosserie est légèrement retouché pour 1997, avec une nouvelle calandre et de nouveaux phares et la suppression de la jupe d’aile arrière. La longueur passe ainsi à 5,24 m, tandis que la hauteur est légèrement abaissée à 1,42 m. Le tableau de bord est modifié pour rendre les airbags passagers non visibles. Les contre-portes sont également redessinées pour accueillir les airbags latéraux. Une version « d’Élégance » est proposée pour remplacer la défunte Fleetwood. D'autres caractéristiques disponibles avec la finition d'Elegance comprenaient des roues spéciales et des miroirs de courtoisie éclairés à l'arrière. La voiture est désormais simplement appelée « DeVille », le terme Sedan n’étant plus utile pour désigner son type de carrosserie. Extérieurement, la DeVille se reconnaît par son accastillage chrome et noir, tandis que celui de la version « d’Élégance » est entièrement chromé et que les éléments noirs sont remplacés par des éléments peints au ton de la carrosserie sur la Concours. La voiture peut être équipée du système « OnStar ».
Pour 1998, les moteurs gagnent quelques chevaux : le LD8 fait 279 ch et le L37 305 ch.

## Onzième génération (2000-2005)
La DeVille est profondément modifiée pour l’année 2000. Toujours établie sur la plateforme de type K, elle voit son empattement porté à 2,93 m, sa longueur allongée à 5,26 m, sa largeur réduite à 1,89 m et sa hauteur remontée à 1,44 m. Le poids est réduit à 1 724 kg. La carrosserie est redessinée dans un style plus aérodynamique, avec des lignes beaucoup plus souples et des grands phares avant aux lignes arrondies. La nouvelle DeVille est la première voiture au monde équipée de feux arrière à diodes. L’habitacle intérieur est entièrement redessiné, à l’exception du tableau de bord qui ne reçoit que des modifications mineures.
La version « d’Élégance » est rebaptisée « Deville DHS », le sigle DHS signifiant Deville High Luxury, et la version « Concours » est rebaptisée « Deville DTS », pour Deville Touring Sedan. La Deville DHS est équipée d’éléments de confort supplémentaires, notamment des rideaux de vitres arrière électriques et des sièges arrière chauffant et massant. La Deville DTS est équipée du système de contrôle de stabilité « Stabilitrack », d’une suspension pilotée et d’une direction adaptable. La DeVille peut être équipée en option du système de vision nocturne « Night Vision » développé en collaboration avec la société Raytheon, un système de vision thermique. Plus de 7 000 clients le choisissent cette année-là ; les ventes déclinent cependant rapidement et seuls 600 clients le demandent en 2004. Le système est abandonné en septembre 2005, après 145 ventes seulement.
La DeVille est motorisée par le V8 Northstar LD8 de 279 ch (205 kW), la Deville DTS par le V8 Northstar L37 de 305 ch (224 kW). La vitesse des voitures est limitée par construction à 210 km/h. Les ventes de l'année augmentent et atteignent 105 000 exemplaires.
Les ventes s’effondrent de 27 % au cours des quatre premiers mois de 2001. La voiture évolue peu au cours des trois années qui suivent.

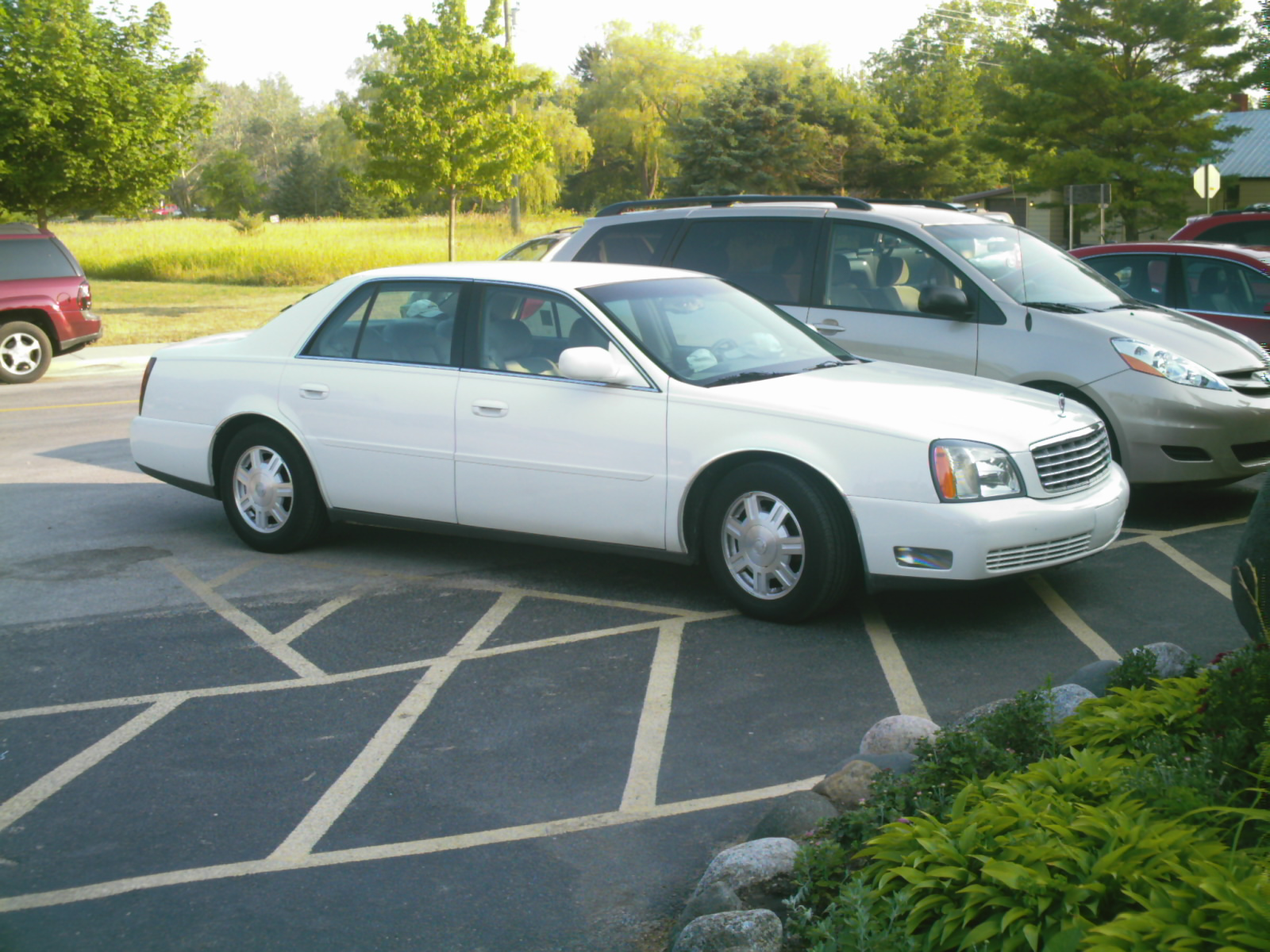
Cadillac DeVille, 2004

En 2005, la puissance du moteur de la Deville DTS est réduite à 290 ch (216 kW) à 5 600 tr/min. La dernière Cadillac DeVille tombe des chaînes de l’usine de Hamtramck le 23 juin 2005.
| Modèle     | Année     | Moteur                      | Puissance                      | Couple                 |
| ---------- | --------- | --------------------------- | ------------------------------ | ---------------------- |
| Base / DHS | 2000–2001 | 4,6 L LD8 Northstar (en) V8 | 275 ch (205 kW) à 5 750 tr/min | 373 N m à 4 750 tr/min |
| Base / DHS | 2002–2005 | 4,6 L LD8 Northstar (en) V8 | 275 ch (205 kW) à 5 600 tr/min | 407 N m à 4 000 tr/min |
| DTS        | 2000–2004 | 4,6 L L37 Northstar (en) V8 | 300 ch (224 kW) à 6 000 tr/min | 400 N m à 4 400 tr/min |
| DTS        | 2005      | 4,6 L L37 Northstar (en) V8 | 290 ch (216 kW) à 5 600 tr/min | 386 N m à 4 400 tr/min |

## 2006
En 2006, le nom DeVille a été remplacée par la Cadillac DTS, une abréviation remontant au package DeVille Touring Sedan de 1985. Le nouveau nom a aligné la DeVille sur la nomenclature de l'ère Art & Science de Cadillac, qui a vu la Seville renommée STS et la remplaçante de la Catera appelée CTS.

## Dans la culture populaire
- 1965 : dans le film Le Corniaud, Bourvil conduit une Cadillac De Ville Convertible immatriculée 8-22139 à l'état de Floride.
- 2008 à 2010 et 2012 à 2015 : dans les saisons 2 à 4 de la série télévisée Mad Men, Don Draper achète et conduit une Cadillac Coupe DeVille modèle 1962. À partir de la saison 5 et jusqu'à la fin de la série, Don Draper possède une Cadillac Coupe DeVille modèle 1965 (immatriculée FZ-4109 à l'État de New-York).
- 2009 à 2022 : Saul Goodman dans les séries télévisées Breaking Bad et Better Call Saul conduit une Cadillac Deville 1997 blanche immatriculée LWYRUP à l'État du Nouveau-Mexique (LWYRUP signifie « lawyer up » en anglais, c'est-à-dire « prenez un avocat »).
- 2016 : La voiture du clip vidéo de Heavydirtysoul par le duo musical américain Twenty One Pilots est une Cadillac Sedan Deville 1991.